# 1897
Portal Geschichte | Portal Biografien | Aktuelle Ereignisse | Jahreskalender | Tagesartikel

◄ |
18. Jahrhundert |
19. Jahrhundert
| 20. Jahrhundert | ►

◄ |
1860er |
1870er |
1880er |
1890er
| 1900er | 1910er | 1920er | ►

◄◄ |
◄ |
1893 |
1894 |
1895 |
1896 |
1897
| 1898 | 1899 | 1900 | 1901 | ► | ►►
Staatsoberhäupter · Wahlen · Nekrolog   · Musikjahr · Filmjahr  · Sportjahr
| Januar | Januar | Januar | Januar | Januar | Januar | Januar | Januar |
| Kw     | Mo     | Di     | Mi     | Do     | Fr     | Sa     | So     |
| ------ | ------ | ------ | ------ | ------ | ------ | ------ | ------ |
| 53     |        |        |        |        | 1      | 2      | 3      |
| 1      | 4      | 5      | 6      | 7      | 8      | 9      | 10     |
| 2      | 11     | 12     | 13     | 14     | 15     | 16     | 17     |
| 3      | 18     | 19     | 20     | 21     | 22     | 23     | 24     |
| 4      | 25     | 26     | 27     | 28     | 29     | 30     | 31     |

| Februar | Februar | Februar | Februar | Februar | Februar | Februar | Februar |
| Kw      | Mo      | Di      | Mi      | Do      | Fr      | Sa      | So      |
| ------- | ------- | ------- | ------- | ------- | ------- | ------- | ------- |
| 5       | 1       | 2       | 3       | 4       | 5       | 6       | 7       |
| 6       | 8       | 9       | 10      | 11      | 12      | 13      | 14      |
| 7       | 15      | 16      | 17      | 18      | 19      | 20      | 21      |
| 8       | 22      | 23      | 24      | 25      | 26      | 27      | 28      |

| März | März | März | März | März | März | März | März |
| Kw   | Mo   | Di   | Mi   | Do   | Fr   | Sa   | So   |
| ---- | ---- | ---- | ---- | ---- | ---- | ---- | ---- |
| 9    | 1    | 2    | 3    | 4    | 5    | 6    | 7    |
| 10   | 8    | 9    | 10   | 11   | 12   | 13   | 14   |
| 11   | 15   | 16   | 17   | 18   | 19   | 20   | 21   |
| 12   | 22   | 23   | 24   | 25   | 26   | 27   | 28   |
| 13   | 29   | 30   | 31   |      |      |      |      |

| April | April | April | April | April | April | April | April |
| Kw    | Mo    | Di    | Mi    | Do    | Fr    | Sa    | So    |
| ----- | ----- | ----- | ----- | ----- | ----- | ----- | ----- |
| 13    |       |       |       | 1     | 2     | 3     | 4     |
| 14    | 5     | 6     | 7     | 8     | 9     | 10    | 11    |
| 15    | 12    | 13    | 14    | 15    | 16    | 17    | 18    |
| 16    | 19    | 20    | 21    | 22    | 23    | 24    | 25    |
| 17    | 26    | 27    | 28    | 29    | 30    |       |       |

| Mai | Mai | Mai | Mai | Mai | Mai | Mai | Mai |
| Kw  | Mo  | Di  | Mi  | Do  | Fr  | Sa  | So  |
| --- | --- | --- | --- | --- | --- | --- | --- |
| 17  |     |     |     |     |     | 1   | 2   |
| 18  | 3   | 4   | 5   | 6   | 7   | 8   | 9   |
| 19  | 10  | 11  | 12  | 13  | 14  | 15  | 16  |
| 20  | 17  | 18  | 19  | 20  | 21  | 22  | 23  |
| 21  | 24  | 25  | 26  | 27  | 28  | 29  | 30  |
| 22  | 31  |     |     |     |     |     |     |

| Juni | Juni | Juni | Juni | Juni | Juni | Juni | Juni |
| Kw   | Mo   | Di   | Mi   | Do   | Fr   | Sa   | So   |
| ---- | ---- | ---- | ---- | ---- | ---- | ---- | ---- |
| 22   |      | 1    | 2    | 3    | 4    | 5    | 6    |
| 23   | 7    | 8    | 9    | 10   | 11   | 12   | 13   |
| 24   | 14   | 15   | 16   | 17   | 18   | 19   | 20   |
| 25   | 21   | 22   | 23   | 24   | 25   | 26   | 27   |
| 26   | 28   | 29   | 30   |      |      |      |      |

| Juli | Juli | Juli | Juli | Juli | Juli | Juli | Juli |
| Kw   | Mo   | Di   | Mi   | Do   | Fr   | Sa   | So   |
| ---- | ---- | ---- | ---- | ---- | ---- | ---- | ---- |
| 26   |      |      |      | 1    | 2    | 3    | 4    |
| 27   | 5    | 6    | 7    | 8    | 9    | 10   | 11   |
| 28   | 12   | 13   | 14   | 15   | 16   | 17   | 18   |
| 29   | 19   | 20   | 21   | 22   | 23   | 24   | 25   |
| 30   | 26   | 27   | 28   | 29   | 30   | 31   |      |

| August | August | August | August | August | August | August | August |
| Kw     | Mo     | Di     | Mi     | Do     | Fr     | Sa     | So     |
| ------ | ------ | ------ | ------ | ------ | ------ | ------ | ------ |
| 30     |        |        |        |        |        |        | 1      |
| 31     | 2      | 3      | 4      | 5      | 6      | 7      | 8      |
| 32     | 9      | 10     | 11     | 12     | 13     | 14     | 15     |
| 33     | 16     | 17     | 18     | 19     | 20     | 21     | 22     |
| 34     | 23     | 24     | 25     | 26     | 27     | 28     | 29     |
| 35     | 30     | 31     |        |        |        |        |        |

| September | September | September | September | September | September | September | September |
| Kw        | Mo        | Di        | Mi        | Do        | Fr        | Sa        | So        |
| --------- | --------- | --------- | --------- | --------- | --------- | --------- | --------- |
| 35        |           |           | 1         | 2         | 3         | 4         | 5         |
| 36        | 6         | 7         | 8         | 9         | 10        | 11        | 12        |
| 37        | 13        | 14        | 15        | 16        | 17        | 18        | 19        |
| 38        | 20        | 21        | 22        | 23        | 24        | 25        | 26        |
| 39        | 27        | 28        | 29        | 30        |           |           |           |

| Oktober | Oktober | Oktober | Oktober | Oktober | Oktober | Oktober | Oktober |
| Kw      | Mo      | Di      | Mi      | Do      | Fr      | Sa      | So      |
| ------- | ------- | ------- | ------- | ------- | ------- | ------- | ------- |
| 39      |         |         |         |         | 1       | 2       | 3       |
| 40      | 4       | 5       | 6       | 7       | 8       | 9       | 10      |
| 41      | 11      | 12      | 13      | 14      | 15      | 16      | 17      |
| 42      | 18      | 19      | 20      | 21      | 22      | 23      | 24      |
| 43      | 25      | 26      | 27      | 28      | 29      | 30      | 31      |

| November | November | November | November | November | November | November | November |
| Kw       | Mo       | Di       | Mi       | Do       | Fr       | Sa       | So       |
| -------- | -------- | -------- | -------- | -------- | -------- | -------- | -------- |
| 44       | 1        | 2        | 3        | 4        | 5        | 6        | 7        |
| 45       | 8        | 9        | 10       | 11       | 12       | 13       | 14       |
| 46       | 15       | 16       | 17       | 18       | 19       | 20       | 21       |
| 47       | 22       | 23       | 24       | 25       | 26       | 27       | 28       |
| 48       | 29       | 30       |          |          |          |          |          |

| Dezember | Dezember | Dezember | Dezember | Dezember | Dezember | Dezember | Dezember |
| Kw       | Mo       | Di       | Mi       | Do       | Fr       | Sa       | So       |
| -------- | -------- | -------- | -------- | -------- | -------- | -------- | -------- |
| 48       |          |          | 1        | 2        | 3        | 4        | 5        |
| 49       | 6        | 7        | 8        | 9        | 10       | 11       | 12       |
| 50       | 13       | 14       | 15       | 16       | 17       | 18       | 19       |
| 51       | 20       | 21       | 22       | 23       | 24       | 25       | 26       |
| 52       | 27       | 28       | 29       | 30       | 31       |          |          |

| Januar | Januar | Januar | Januar | Januar | Januar | Januar | Januar |
| Kw     | Mo     | Di     | Mi     | Do     | Fr     | Sa     | So     |
| ------ | ------ | ------ | ------ | ------ | ------ | ------ | ------ |
| 53     |        |        |        |        | 1      | 2      | 3      |
| 1      | 4      | 5      | 6      | 7      | 8      | 9      | 10     |
| 2      | 11     | 12     | 13     | 14     | 15     | 16     | 17     |
| 3      | 18     | 19     | 20     | 21     | 22     | 23     | 24     |
| 4      | 25     | 26     | 27     | 28     | 29     | 30     | 31     |

| Februar | Februar | Februar | Februar | Februar | Februar | Februar | Februar |
| Kw      | Mo      | Di      | Mi      | Do      | Fr      | Sa      | So      |
| ------- | ------- | ------- | ------- | ------- | ------- | ------- | ------- |
| 5       | 1       | 2       | 3       | 4       | 5       | 6       | 7       |
| 6       | 8       | 9       | 10      | 11      | 12      | 13      | 14      |
| 7       | 15      | 16      | 17      | 18      | 19      | 20      | 21      |
| 8       | 22      | 23      | 24      | 25      | 26      | 27      | 28      |

| März | März | März | März | März | März | März | März |
| Kw   | Mo   | Di   | Mi   | Do   | Fr   | Sa   | So   |
| ---- | ---- | ---- | ---- | ---- | ---- | ---- | ---- |
| 9    | 1    | 2    | 3    | 4    | 5    | 6    | 7    |
| 10   | 8    | 9    | 10   | 11   | 12   | 13   | 14   |
| 11   | 15   | 16   | 17   | 18   | 19   | 20   | 21   |
| 12   | 22   | 23   | 24   | 25   | 26   | 27   | 28   |
| 13   | 29   | 30   | 31   |      |      |      |      |

| April | April | April | April | April | April | April | April |
| Kw    | Mo    | Di    | Mi    | Do    | Fr    | Sa    | So    |
| ----- | ----- | ----- | ----- | ----- | ----- | ----- | ----- |
| 13    |       |       |       | 1     | 2     | 3     | 4     |
| 14    | 5     | 6     | 7     | 8     | 9     | 10    | 11    |
| 15    | 12    | 13    | 14    | 15    | 16    | 17    | 18    |
| 16    | 19    | 20    | 21    | 22    | 23    | 24    | 25    |
| 17    | 26    | 27    | 28    | 29    | 30    |       |       |

| Mai | Mai | Mai | Mai | Mai | Mai | Mai | Mai |
| Kw  | Mo  | Di  | Mi  | Do  | Fr  | Sa  | So  |
| --- | --- | --- | --- | --- | --- | --- | --- |
| 17  |     |     |     |     |     | 1   | 2   |
| 18  | 3   | 4   | 5   | 6   | 7   | 8   | 9   |
| 19  | 10  | 11  | 12  | 13  | 14  | 15  | 16  |
| 20  | 17  | 18  | 19  | 20  | 21  | 22  | 23  |
| 21  | 24  | 25  | 26  | 27  | 28  | 29  | 30  |
| 22  | 31  |     |     |     |     |     |     |

| Juni | Juni | Juni | Juni | Juni | Juni | Juni | Juni |
| Kw   | Mo   | Di   | Mi   | Do   | Fr   | Sa   | So   |
| ---- | ---- | ---- | ---- | ---- | ---- | ---- | ---- |
| 22   |      | 1    | 2    | 3    | 4    | 5    | 6    |
| 23   | 7    | 8    | 9    | 10   | 11   | 12   | 13   |
| 24   | 14   | 15   | 16   | 17   | 18   | 19   | 20   |
| 25   | 21   | 22   | 23   | 24   | 25   | 26   | 27   |
| 26   | 28   | 29   | 30   |      |      |      |      |

| Juli | Juli | Juli | Juli | Juli | Juli | Juli | Juli |
| Kw   | Mo   | Di   | Mi   | Do   | Fr   | Sa   | So   |
| ---- | ---- | ---- | ---- | ---- | ---- | ---- | ---- |
| 26   |      |      |      | 1    | 2    | 3    | 4    |
| 27   | 5    | 6    | 7    | 8    | 9    | 10   | 11   |
| 28   | 12   | 13   | 14   | 15   | 16   | 17   | 18   |
| 29   | 19   | 20   | 21   | 22   | 23   | 24   | 25   |
| 30   | 26   | 27   | 28   | 29   | 30   | 31   |      |

| August | August | August | August | August | August | August | August |
| Kw     | Mo     | Di     | Mi     | Do     | Fr     | Sa     | So     |
| ------ | ------ | ------ | ------ | ------ | ------ | ------ | ------ |
| 30     |        |        |        |        |        |        | 1      |
| 31     | 2      | 3      | 4      | 5      | 6      | 7      | 8      |
| 32     | 9      | 10     | 11     | 12     | 13     | 14     | 15     |
| 33     | 16     | 17     | 18     | 19     | 20     | 21     | 22     |
| 34     | 23     | 24     | 25     | 26     | 27     | 28     | 29     |
| 35     | 30     | 31     |        |        |        |        |        |

| September | September | September | September | September | September | September | September |
| Kw        | Mo        | Di        | Mi        | Do        | Fr        | Sa        | So        |
| --------- | --------- | --------- | --------- | --------- | --------- | --------- | --------- |
| 35        |           |           | 1         | 2         | 3         | 4         | 5         |
| 36        | 6         | 7         | 8         | 9         | 10        | 11        | 12        |
| 37        | 13        | 14        | 15        | 16        | 17        | 18        | 19        |
| 38        | 20        | 21        | 22        | 23        | 24        | 25        | 26        |
| 39        | 27        | 28        | 29        | 30        |           |           |           |

| Oktober | Oktober | Oktober | Oktober | Oktober | Oktober | Oktober | Oktober |
| Kw      | Mo      | Di      | Mi      | Do      | Fr      | Sa      | So      |
| ------- | ------- | ------- | ------- | ------- | ------- | ------- | ------- |
| 39      |         |         |         |         | 1       | 2       | 3       |
| 40      | 4       | 5       | 6       | 7       | 8       | 9       | 10      |
| 41      | 11      | 12      | 13      | 14      | 15      | 16      | 17      |
| 42      | 18      | 19      | 20      | 21      | 22      | 23      | 24      |
| 43      | 25      | 26      | 27      | 28      | 29      | 30      | 31      |

| November | November | November | November | November | November | November | November |
| Kw       | Mo       | Di       | Mi       | Do       | Fr       | Sa       | So       |
| -------- | -------- | -------- | -------- | -------- | -------- | -------- | -------- |
| 44       | 1        | 2        | 3        | 4        | 5        | 6        | 7        |
| 45       | 8        | 9        | 10       | 11       | 12       | 13       | 14       |
| 46       | 15       | 16       | 17       | 18       | 19       | 20       | 21       |
| 47       | 22       | 23       | 24       | 25       | 26       | 27       | 28       |
| 48       | 29       | 30       |          |          |          |          |          |

| Dezember | Dezember | Dezember | Dezember | Dezember | Dezember | Dezember | Dezember |
| Kw       | Mo       | Di       | Mi       | Do       | Fr       | Sa       | So       |
| -------- | -------- | -------- | -------- | -------- | -------- | -------- | -------- |
| 48       |          |          | 1        | 2        | 3        | 4        | 5        |
| 49       | 6        | 7        | 8        | 9        | 10       | 11       | 12       |
| 50       | 13       | 14       | 15       | 16       | 17       | 18       | 19       |
| 51       | 20       | 21       | 22       | 23       | 24       | 25       | 26       |
| 52       | 27       | 28       | 29       | 30       | 31       |          |          |

## Ereignisse

### Politik und Weltgeschehen

#### Europa
- 1. Januar: Adolf Deucher wird zum zweiten Mal Schweizer Bundespräsident.
- 28. Januar: In Österreich-Ungarn wird das Patentgesetz erlassen. Es löst die Regelungen in Kaiserlichen Patenten ab, welche bisher Schutzrechte für Erfindungen gewährten.
- April bis November: Die Badeni-Krise in der Habsburger-Monarchie offenbart die Schwierigkeiten des österreichisch-tschechischen Ausgleichs:
  - 5. April: In der Sprachenverordnung für Böhmen und Mähren wird die doppelsprachige Amtsführung festgelegt. Der Protest dagegen gilt als Beginn der deutschnationalen Los-von-Rom-Bewegung.
  - 28. November: Nach Krawallen in Prag und Wien kommt es zum Sturz des Ministerpräsidenten Kasimir Felix Badeni.
- 7. April: Die von der Megali Idea beeinflusste Weigerung Griechenlands, einem Ultimatum des Osmanischen Reichs auf Rückzug seiner am 15. Februar auf der Insel Kreta gelandeten Truppen nachzugeben, bewirkt den Türkisch-Griechischen Krieg.
- 4. Dezember: Durch einen Friedensvertrag endet der Türkisch-Griechische Krieg. Kreta erhält weitgehende Autonomie.

#### Westafrika
- 4. Januar: Im Königreich Benin im heutigen Nigeria wird der Konsul für das britische Protektorat Nigerküste, J. R. Philips, zusammen mit 200 Begleitern beim Versuch ermordet, einen neuen Handelsvertrag zustande zu bringen. Das Massaker führt zur Strafexpedition nach Benin im nächsten Monat. Harry Rawsons Truppen erobern und plündern Benin-Stadt und beendeten damit das Königreich Benin.
- 18. Februar: Britische Streitkräfte nehmen den Palast von Benin ein und erbeuten die Bronzeplastiken, die 2023 kontrovers im Deutschen Bundestag diskutiert werden.[1] Benin wird dem britischen Protektorat Nigerküste angegliedert.
- August: In Nigeria gründet Großbritannien die West Africa Frontier Force (WAFF) zum Schutz britischer Kolonien gegen französische und deutsche Expansionsbestrebungen. Die WAFF wird 1941 im Ostafrikafeldzug eine entscheidende Rolle gegen die Achsenmächte spielen.

#### Ostafrika

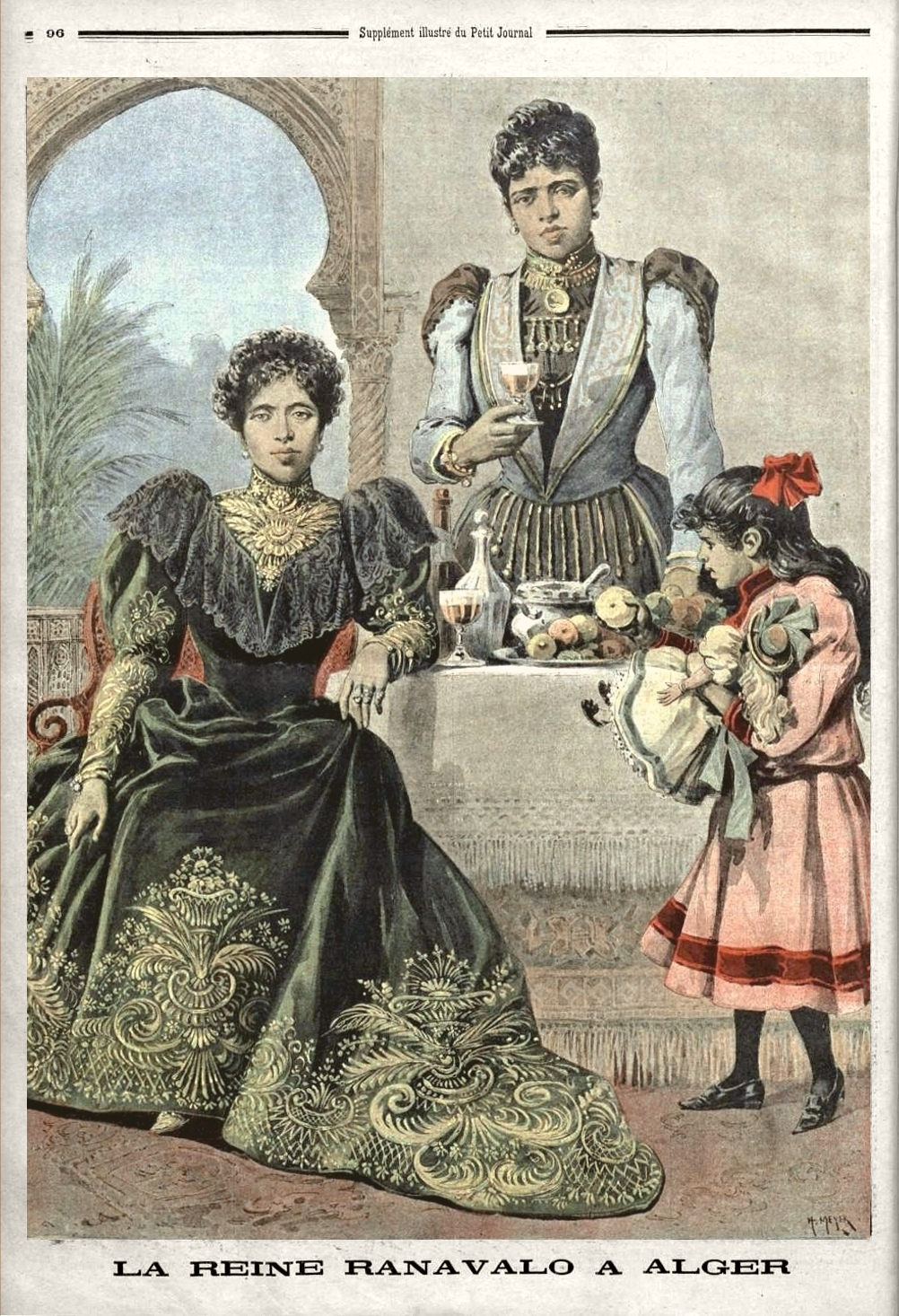
Le Petit Journal: Königin Ranavalona III. im Exil in Algier

- 28. Februar: Königin Ranavalona III. wird auf Madagaskar vom französischen General Joseph Gallieni abgesetzt. Die letzte Monarchin der Insel wird ins Exil verbannt.
- 11. September: Das Königreich Kaffa endet nach monatelangen Kämpfen mit den Streitkräften Äthiopiens unter Kaiser Menelik II., weil sich Kaffas König Gaki Sherocho ergibt.

#### Amerika
- 4. März: Amtseinführung von William McKinley als 25. US-Präsident. Er löst Grover Cleveland ab.
- 17. Juli: Als in Seattle zwei Tonnen Gold Schiffsfracht entladen werden, bricht dort ein Goldrausch zum Klondike River aus. Zwei Tage zuvor haben Goldsucher die Neuigkeit über Nugget-Funde auch in San Francisco verbreitet.
- 12. Dezember: Das offiziell gegründete Belo Horizonte wird zur Hauptstadt des brasilianischen Bundesstaats Minas Gerais. Die kleine Siedlung um einen Bauernhof ist von einem Stadtplaner auf dem Reißbrett zur Metropole fortentwickelt worden.

#### Asien
- Juli: Emilio Aguinaldo ruft im Zuge der philippinischen Revolution die Republik von Biak-na-Bato aus.
- 17. Oktober: Gojong, 26. König der Joseon-Dynastie in Korea, ruft das Kaiserreich Korea aus.
- 14. November: Deutsche Marineinfanterie landet in der Kiautschou-Bucht in China und besetzt sie kampflos.

#### Weitere internationale Ereignisse
- 29. bis 31. August: Theodor Herzl organisiert den 1. Zionistischen Weltkongress in Basel, der die Errichtung eines jüdischen Staates in Palästina fordert.

### Wirtschaft
- 6. Februar: Der Hamburger Hafenarbeiterstreik, einer der größten Arbeitskämpfe im Deutschen Kaiserreich, endet mit der vollständigen Niederlage der Streikenden.
- 7. März: Der Arzt John Harvey Kellogg lässt den Patienten in seinem Sanatorium in Battle Creek (Michigan) zum ersten Mal Cornflakes servieren, die er zusammen mit seinem Bruder Will Keith Kellogg erfunden hat.
- 12. April: In der Schweiz wird die Münze „Gold-Vreneli“ in Umlauf gebracht.

#### Marken und Patente
- 12. Juni: Das Schweizer Taschenmesser wird als Handelsmarke geschützt.

#### Unternehmensgründungen
- 21. Januar: In der deutschen Kolonie Kamerun wird unter Beteiligung des Forschungsreisenden Eugen Zintgraff mit einem Grundkapital von 2,5 Millionen Mark die Westafrikanische Pflanzungsgesellschaft Victoria gegründet. Zu den Anteilseignern gehört auch Gouverneur Jesko von Puttkamer. Für den Anbau von Kakao werden in den nächsten Jahren die Kpe aus ihren Siedlungsgebieten in Reservate verdrängt.
- 19. Mai: Der belgische Unternehmer Édouard Louis Joseph Empain gründet die Aktiengesellschaft Compagnie des chemins économiques de l’Est égyptien, die in der Gegend um Damanhour und Tanta in Ostägypten ein Netz von Schmalspurbahnen mit einer Spurweite von 1000 mm errichten soll.
- 22. Mai: Die Compagnie des phosphates et des chemins de fer de Gafsa wird gegründet. Das französische Unternehmen soll eine Eisenbahnlinie für den Transport der im Süden Tunesiens entdeckten Phosphatvorkommen errichten.

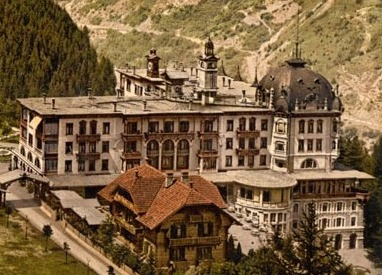
Waldhaus Vulpera um 1900

- 8. Juni: Das Hotel Waldhaus Vulpera, das größte seiner Art in Scuol-Tarasp-Vulpera in den Schweizer Alpen und Vorbild für Friedrich Dürrenmatts Roman Durcheinandertal, wird eröffnet. Das im Neorenaissance-Stil erbaute Grand Hotel mit kunstvollen Sgraffito-Elementen gilt europaweit lange Zeit als erste Adresse im Bädertourismus der Alpen und Wahrzeichen der Belle Époque.
- 22. Juli: Die Zigarettenmarke Roth-Händle wird ins deutsche Handelsregister eingetragen.
- 21. August: Ransom Eli Olds gründet in Lansing, Michigan, den Automobilhersteller Oldsmobile.

#### Verkehr
- 22. Mai: In London wird der Blackwall-Tunnel unter der Themse eröffnet.
- 1. September: Die Tremont Street Subway geht als erste U-Bahn der USA in Boston in Betrieb. Heute ist ihre Strecke Teil der Green Line der Massachusetts Bay Transportation Authority.
- 30. September: In Berlin wird der erste deutsche Automobilverein gegründet, der Mitteleuropäische Motorwagen-Verein.
- 30. September: Im Berliner Hotel Bristol findet eine kleine Autoschau statt, die als Vorläufer der ersten internationalen Automobil-Ausstellung gilt. Es sind acht Motorwagen zu sehen.
- Die erste Brücke über den Fluss Ob bei Nowosibirsk wird im Zuge des Baus der Transsibirischen Eisenbahn fertiggestellt.

### Wissenschaft und Technik

#### Astronomie
- 18. Dezember: Auguste Charlois entdeckt den Asteroiden Hybris.

#### Chemie und Physik
- 10. August: Felix Hoffmann stellt zum ersten Mal Acetylsalicylsäure in einer reinen, pharmakologisch geeigneten Form her, vgl. Aspirin.
- Joseph John Thomson und Emil Wiechert entdecken das erste Elementarteilchen, indem sie die Natur der Kathodenstrahlen als Elektronen nachweisen (Thomson in: Philosophical Magazine 44 (1897),293; Wiechert in: Schriften der Königsberger Gesellschaft 38(1897)).
- Die Kathodenstrahlröhre wird von Ferdinand Braun entwickelt.

#### Polarforschung

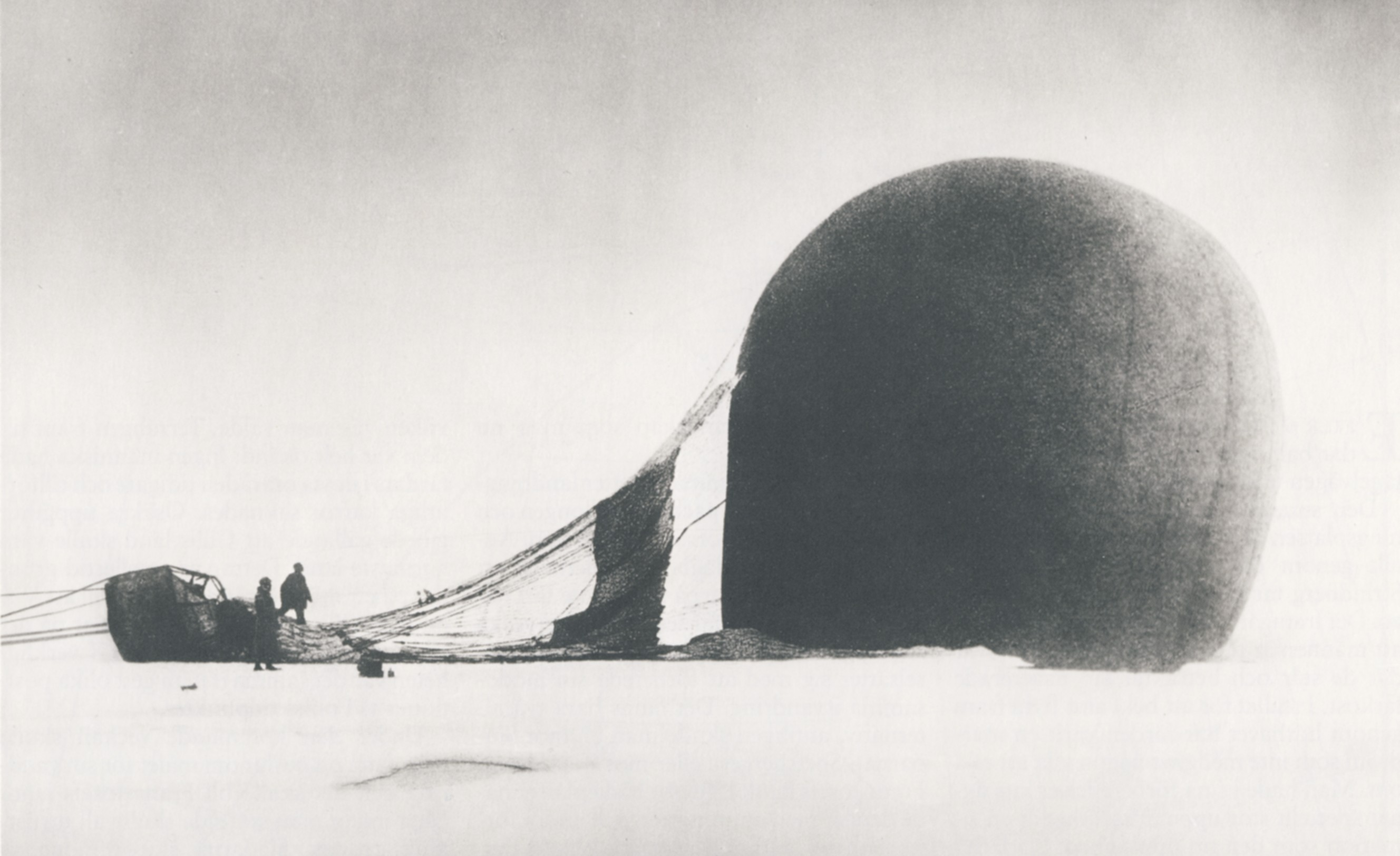
Andrée und Frænkel mit dem abgestürzten Ballon auf dem Packeis

- 11. Juli: Der Polarforscher Salomon August Andrée startet von Spitzbergen aus mit dem Ingenieur Knut Frænkel und dem Fotografen Nils Strindberg in einem Gasballon zum Nordpol. Ihr Unternehmen endet Wochen später tödlich.
- 16. August: Mit der Abreise der Belgica-Expedition aus Antwerpen Richtung Antarktis beginnt das „Goldene Zeitalter der Antarktis-Forschung“. An Bord des umgebauten Walfängers Belgica befinden sich neben dem Kapitän und Expeditionsleiter Adrien de Gerlache de Gomery und dem ersten Offizier Roald Amundsen eine Besatzung bestehend aus Belgiern, Rumänen, Polen und Norwegern. Die Expedition scheint von Beginn an unter keinem guten Stern zu stehen. Stürme und Riffe beschädigen das Schiff, Teile der Besatzung fallen aus und müssen in Chile zurückgelassen werden. Da der Schiffsarzt in letzter Minute das Schiff verlassen hat, wird am 6. Oktober in Rio de Janeiro der deutschstämmige Amerikaner Frederick Cook als neuer Mediziner angeheuert.

#### Technische Errungenschaften
- 28. Januar: Rudolf Diesel setzt mit Erfolg den von ihm erfundenen Motor in Gang.
- 17. Februar: Nach eingehender Prüfung nimmt die Königlich Bayerische Technische Hochschule München den von Rudolf Diesel in der Maschinenfabrik Augsburg entwickelten 10 PS starken Motor ab, den ersten Versuchs-Dieselmotor.
- 31. August: Thomas Alva Edison lässt sein Kinetoskop patentieren, einen Vorläufer des Filmprojektors.
- 3. November: Das erste Starrluftschiff des ein paar Monate zuvor verstorbenen Konstrukteurs David Schwarz erhebt sich auf dem Tempelhofer Feld in die Lüfte. Die Fahrt endet nach dem Ausfall der Steuerung mit einer Bruchlandung des ersten auch mit Aluminiumteilen gefertigten Luftschiffs. Der unter den Zuschauern weilende Graf Zeppelin erwirbt wenig später die Rechte.

#### Lehre und Forschung
- 13. März: Die San Diego State University wird gegründet.
- 15. Mai: Magnus Hirschfeld, Max Spohr, Eduard Oberg und Franz Joseph von Bülow gründen in Hirschfelds Wohnung in Charlottenburg das Wissenschaftlich-humanitäre Komitee. Das Komitee dient den Zwecken, eine Zeitschrift zur Homosexualität zu publizieren, Volksschriften zu veröffentlichen und eine kritische Öffentlichkeit für die Streichung des § 175 des Reichsstrafgesetzbuches zu mobilisieren, der beischlafähnliche Handlungen unter Männern mit Gefängnis bedroht. Regelmäßige Veranstaltungen des WhK in Form von Vorträgen und musikalischen Darbietungen in Berlin, an denen auch Angereiste aus anderen Orten in Deutschland und dem europäischen Ausland teilnehmen, ermöglichen den Mitgliedern ein gewisses Maß an sozialem Leben untereinander.

- An der Universität Wien werden Frauen als ordentliche Hörerinnen an der Philosophischen Fakultät (1900 an der Medizinischen, 1919 an der Rechts- und staatswissenschaftlichen, 1922 an der Evangelisch-theologischen und 1945 an der Katholisch-theologischen Fakultät) zugelassen.

#### Sonstiges
- 26. September: Der Schnelldampfer Kaiser Wilhelm der Große des Norddeutschen Lloyd gewinnt das Blaue Band.

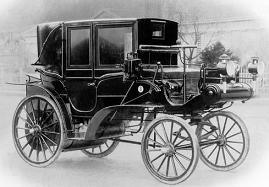
Daimler Victoria war das erste mit Benzin betriebene Taxi

- Das weltweit erste mit einem Taxameter ausgestattete und mit Benzin fahrende Taxi fährt in Stuttgart.

### Kultur

#### Architektur
- 26. Oktober: Das Hamburger Rathaus wird eingeweiht.

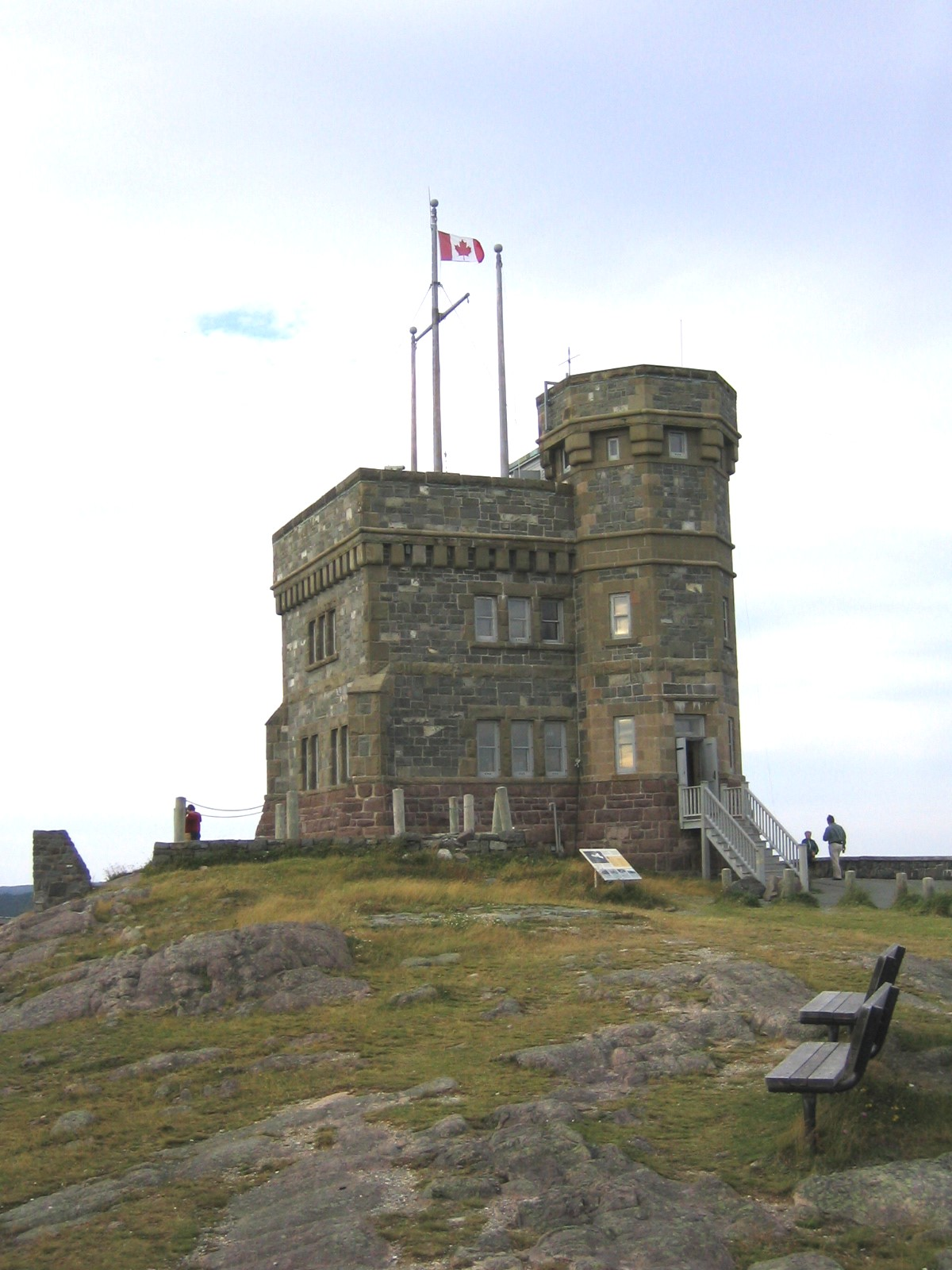
Cabot Tower

- Anlässlich des 400sten Jahrestages der Landung von Giovanni Caboto wird auf dem Signal Hill über der Hafeneinfahrt von St. John’s in Neufundland der Cabot Tower errichtet.

#### Bildende Kunst
- 3. April: Gustav Klimt, Koloman Moser, Josef Hoffmann, Joseph Maria Olbrich, Max Kurzweil, Josef Engelhart, Ernst Stöhr, Wilhelm List und weitere Künstler gründen die Wiener Secession als Abspaltung vom Wiener Künstlerhaus. Sie wenden sich damit gegen den dort herrschenden Konservatismus und traditionellen Kunstbegriff.
- 21. Juli: Die Londoner Tate Gallery wird eröffnet.
- 4. August: In Spanien wird durch Zufall die Büste Dama de Elche gefunden, eine Skulptur der Iberer etwa aus dem 5. Jahrhundert v. Chr.
- In Wien wird auf Anregung der Malerin Olga Prager die Kunstschule für Frauen und Mädchen zur Ausbildung von Frauen in Malerei, Graphik oder Bildhauerei gegründet. Mitinitiatorinnen sind Rosa Mayreder und Tina Blau. Am 1. Dezember wird die erste Ausbildungsklasse eröffnet, Leiter ist Pragers Lehrer Adalbert Seligmann.

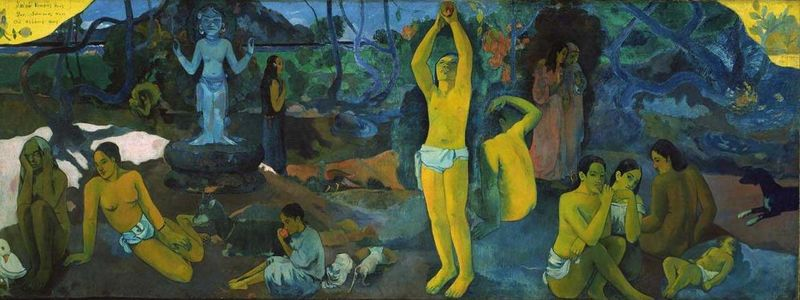
Woher kommen wir? Wer sind wir? Wohin gehen wir?

- Ende des Jahres: Innerhalb von vier Wochen stellt Paul Gauguin auf Tahiti das Gemälde Woher kommen wir? Wer sind wir? Wohin gehen wir? fertig. Im gleichen Jahr entsteht auch Vairumati.

#### Literatur

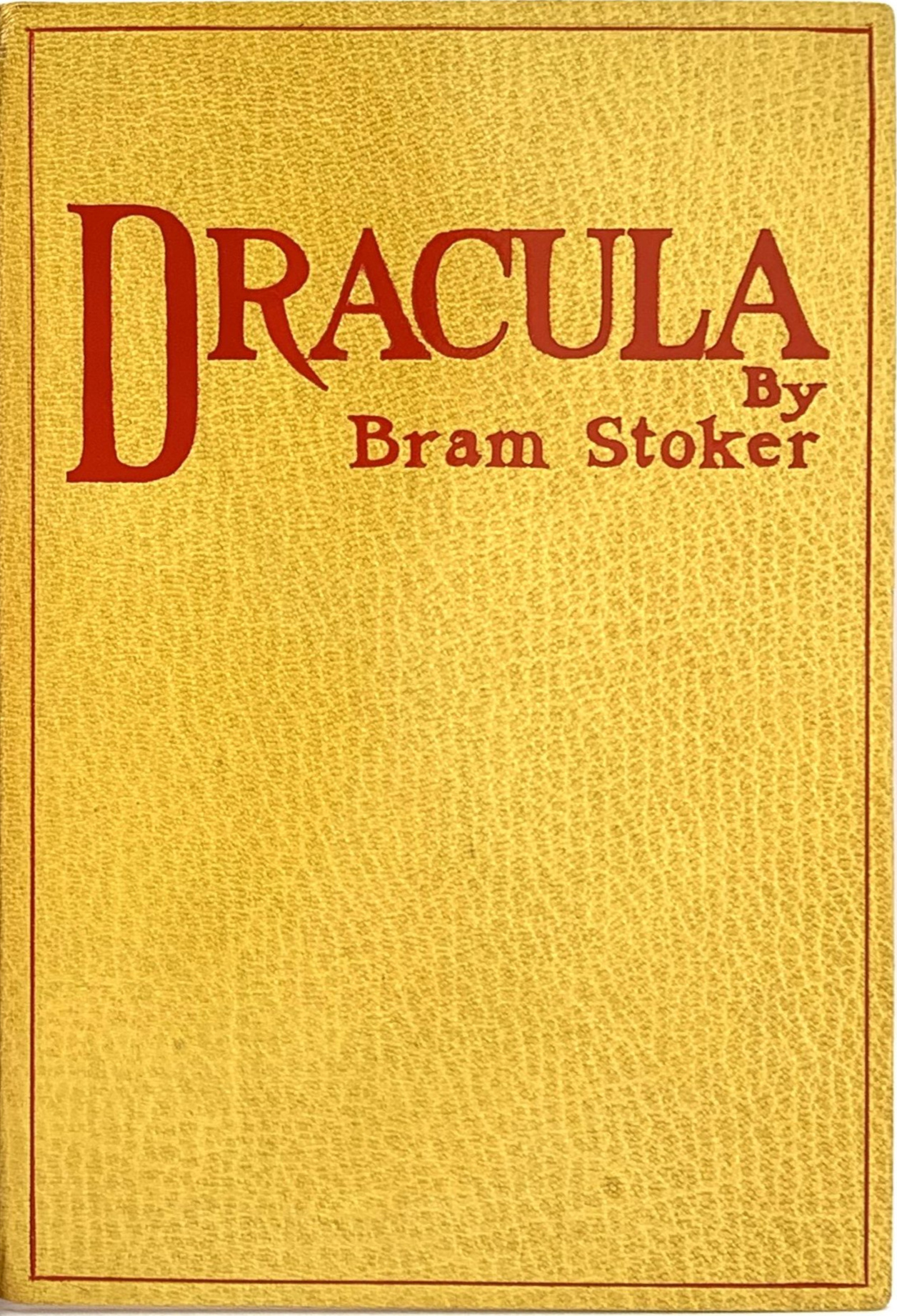
Schutzumschlag der englischen Erstausgabe

#### Musik und Theater
- 23. Januar: Die Uraufführung der melodramatischen Oper Königskinder von Engelbert Humperdinck mit dem Libretto von Elsa Bernstein, die dieses unter dem Pseudonym Ernst Rosmer verfasst hat, findet mit Erfolg am Hoftheater in München statt.
- 7. März: Die Uraufführung der komischen Oper Le Tonnelier de Nuremberg von Louis Lacombe erfolgt in Koblenz.
- 6. Mai: Die Oper La Bohème von Ruggero Leoncavallo, der auch das Libretto verfasste, wird am Teatro La Fenice in Venedig uraufgeführt. Die Handlung basiert genau wie Giacomo Puccinis gleichnamige Oper aus dem Vorjahr auf dem Roman Les scènes de la vie de bohème von Henri Murger, orientiert sich jedoch enger an der Vorlage. Die konkurrierende Arbeit am gleichen Stoff hat die ursprüngliche Freundschaft zwischen Puccini und Leoncavallo beendet. An Puccinis Erfolg kommt Leoncavallo mit seinem Werk nie heran. Die erste Sängerin der Mimi ist die gebürtige Venezianerin Rosina Storchio.
- 2. Oktober: Die Oper Porin (Demeter) von Vatroslav Lisinski wird in Zagreb uraufgeführt.
- 22. November: Am Teatro Lirico in Mailand erfolgt die Uraufführung des Dramas L’Arlesiana von Francesco Cilea.

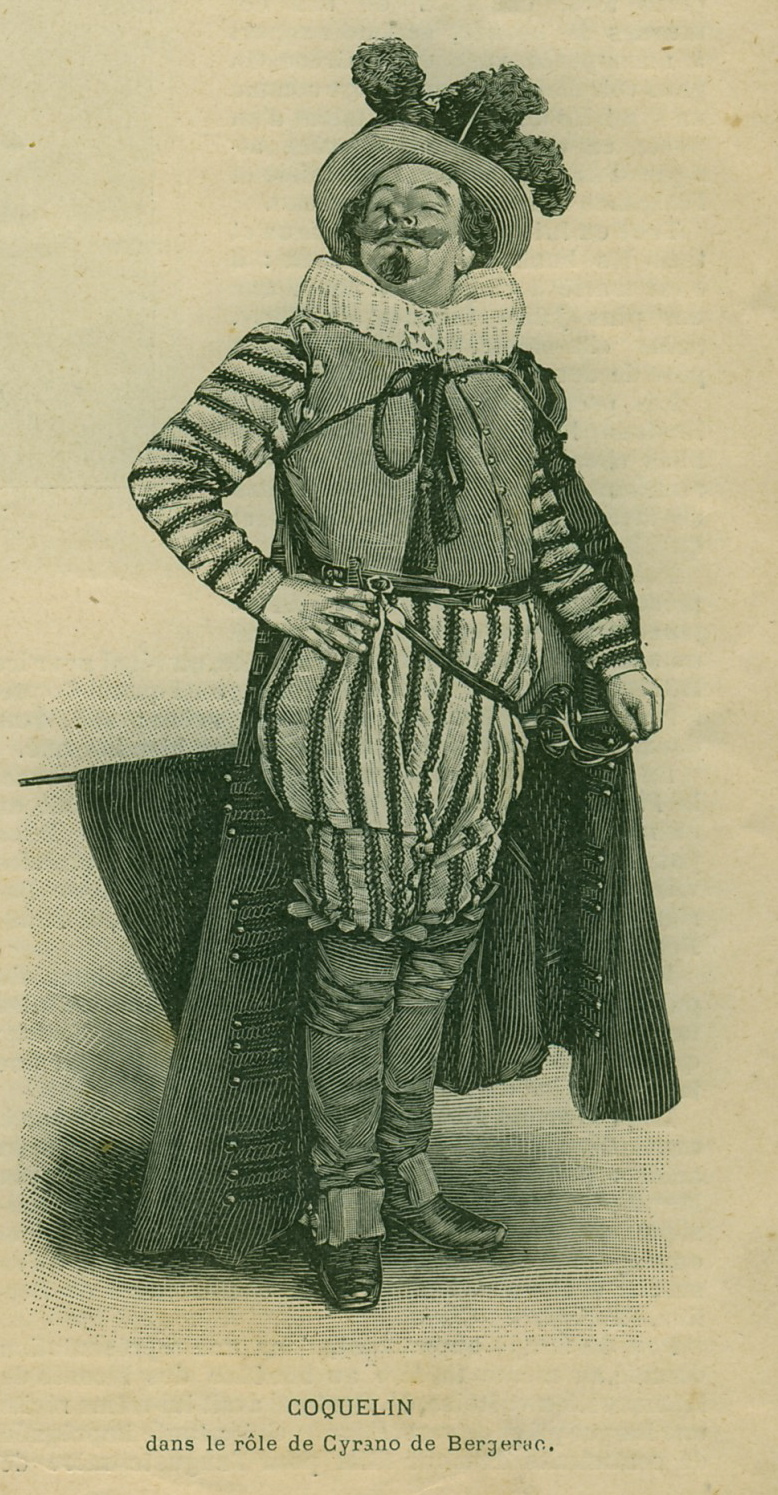
Coquelin als Cyrano

- 28. Dezember: Am Pariser Théâtre de la Porte Saint-Martin hat Edmond Rostands romantisch-komödiantisches Versdrama Cyrano de Bergerac seine Uraufführung. Erster Cyrano ist Benoît Constant Coquelin, der mit dieser Rolle zu Weltruhm gelangt.

### Gesellschaft
- 12. Juni: Das Café Els Quatre Gats in Barcelona wird eröffnet.
- 3. Juli: Wien ist um ein Wahrzeichen reicher: Das Riesenrad im Prater wird offiziell eingeweiht und beginnt seinen Fahrbetrieb.

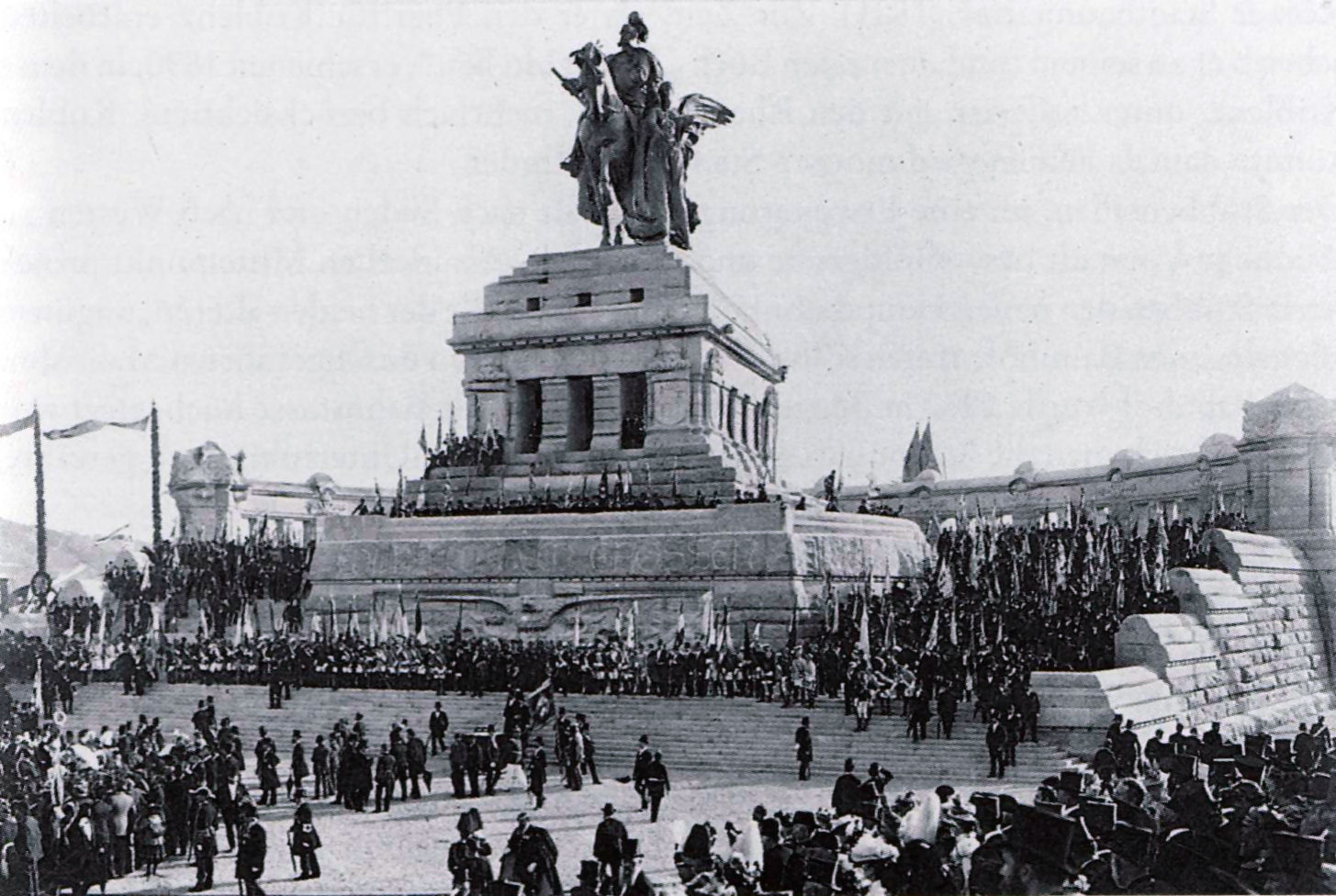
Die Einweihung des Kaiser-Wilhelm-I.-Denkmals

- 31. August: Das Kaiser-Wilhelm-Denkmal am Deutschen Eck in Koblenz wird in Anwesenheit von Kaiser Wilhelm II. eingeweiht.

### Religion
- 5. bis 31. Juli: Vierte Lambeth-Konferenz der Anglikanischen Kirche
- 12. August: In der Enzyklika Augustissimae virginis mariae empfiehlt Papst Leo XIII. jeder kirchlichen Gemeinde das Gründen einer Rosenkranzbruderschaft. Sie soll durch Beten des Rosenkranzes die Frömmigkeit fördern.
- 4. Oktober: Der Franziskanerorden wird in der Unionsbulle Felicitate quadam von Papst Leo XIII. mit neuen Statuten versehen und vereinheitlicht.
- 8. Dezember: In der Enzyklika Affari vos schaltet sich Papst Leo XIII. in die kanadischen Reformen im Bildungswesen ein und fordert die Beibehaltung der katholischen Schulen in Manitoba.

### Katastrophen

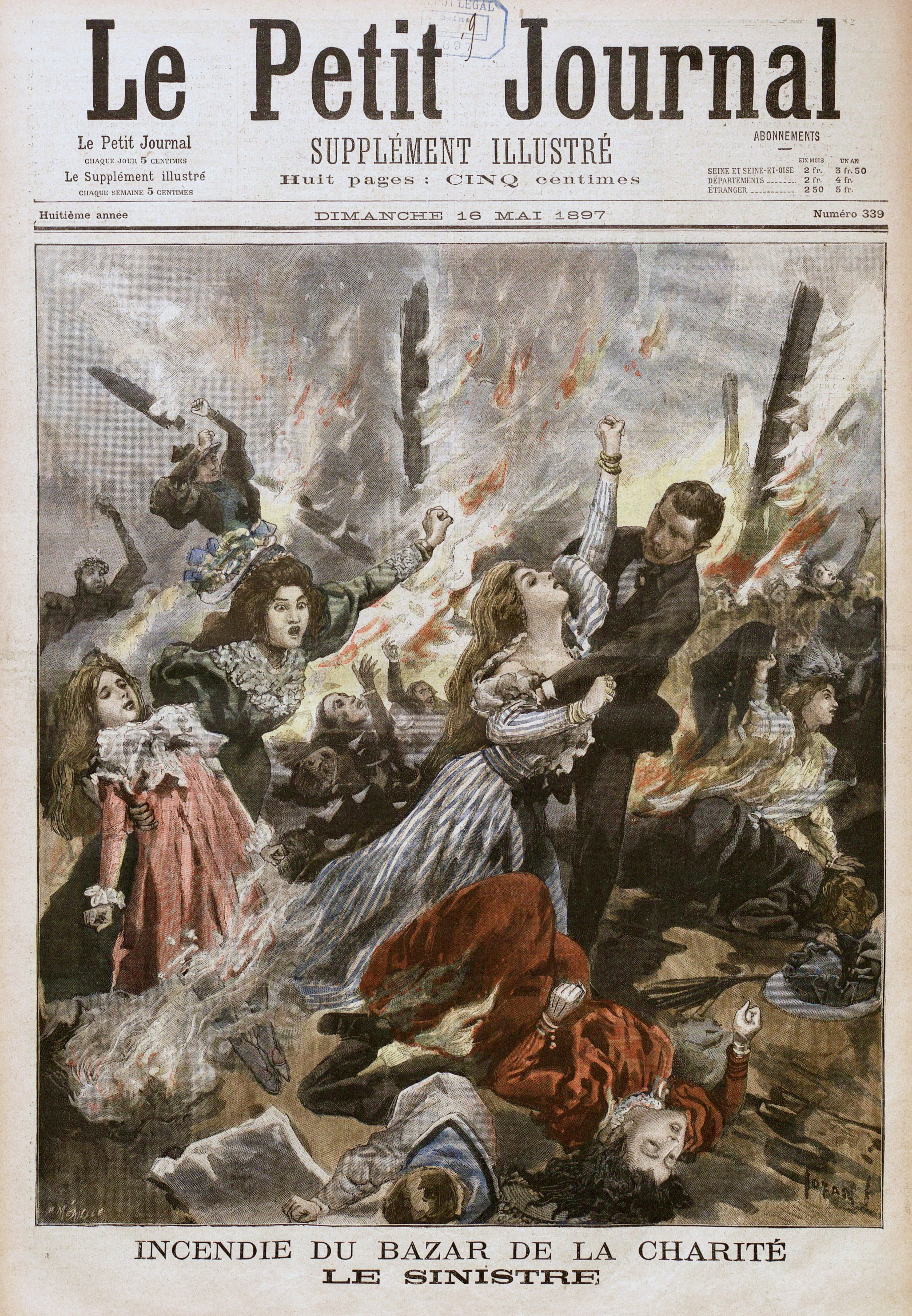
Der Brand in einer zeitgenössischen Zeitschrift

- 4. Mai: Der Bazar de la Charité wird in Paris zerstört, als die Wärmeentwicklung eines Cinématographen in einem Anbau Feuer in brennbarem Material auslöst. 129 Menschen sterben, unter ihnen Prinzessin Sophie in Bayern.
- 9. Juni: Bei stürmischer See prallt der britische Passagierdampfer Aden auf die Klippen an der Küste der Insel Sokotra. 78 Menschen sterben.
- 12. Juni: Beim Erdbeben in Assam mit einer Magnitude von 8,1 kommen etwa 1.500 Menschen ums Leben. Der Sachschaden ist enorm. In einem Gebiet von 390.000 km² wird das Mauerwerk der meisten Gebäude zerstört und es ist in einem Gebiet von 650.000 km² von Birma bis Delhi spürbar. Viele Gebäude im Nachbarland Bhutan werden ebenfalls stark beschädigt. Es gibt mehrere Nachbeben.

Kleinere Unglücksfälle sind in den Unterartikeln von Katastrophe und in der Liste von Katastrophen aufgeführt.

### Natur und Umwelt
- 19. Mai: In Meuselbach in Thüringen geht gegen 19 Uhr ein Meteorit nieder. Gewicht 0,87 kg

### Sport
- 14. Januar: Der Schweizer Bergsteiger Matthias Zurbriggen erreicht als erster Mensch den Gipfel des Aconcagua in 6961 Metern Höhe.
- 31. Januar: Das erste Bergrennen der Automobilgeschichte findet statt. Die Route führt von Nizza hinauf zum Bergdorf La Turbie. Die zurückzulegende Strecke beträgt ca. 17 km.
- 4. Februar: Der Halensee bei Berlin ist Schauplatz des ersten deutschen Eishockeyspiels. Der Akademische Sportklub behält in einer 2 × 20 Minuten dauernden Partie die Oberhand über ein Studententeam.
- 8. Februar: Durch Bilden einer Fußballsektion wird der Budapesti Torna Club zum ersten Fußballverein Ungarns.
- 7. März: Aus der Umbenennung der seit 1889 existierenden Rudervereinigung Hammarby Roddförening geht der Stockholmer Sportverein Hammarby IF hervor.
- 19. April: Der Boston-Marathon ist der erste außerhalb der Olympischen Spiele veranstaltete Marathonlauf im Sport. 15 Athleten gehen in Boston an den Start.
- 23. Juni: In London beginnt, organisiert von Rhoda Bowles, das erste internationale Schachturnier für Frauen. Das Turnier dauert bis zum 3. Juli. Siegerin ist die Engländerin Mary Rudge.
- 3. Juli: In Leipzig siegt Arthur Techtow beim ersten offiziellen deutschen Marathon.
- 18. Juli: Das Prinzenparkstadion in Paris wird als Radrennbahn eröffnet.
- 22. Juli: Der 1. Wiener Arbeiter Fußballclub (Vorgängerverein von Rapid Wien) wird gegründet
- 17. Oktober: Gründung des VfB Oldenburg als FC 1897 Oldenburg
- 1. November: Der Fußballclub Juventus Turin wird gegründet.

## Geboren

### Januar
- 01. Januar: Ana Aslan, rumänische Ärztin und Gerontologin († 1988)
- 01. Januar: Antoine Dubreil, französischer Autorennfahrer († 1982)
- 01. Januar: Theodor Kramer, österreichischer Lyriker († 1958)
- 03. Januar: Dorothy Arzner, US-amerikanische Regisseurin († 1979)
- 03. Januar: Marion Davies, US-amerikanische Schauspielerin († 1961)
- 03. Januar: Pola Negri, polnische Schauspielerin und Stummfilmstar († 1987)

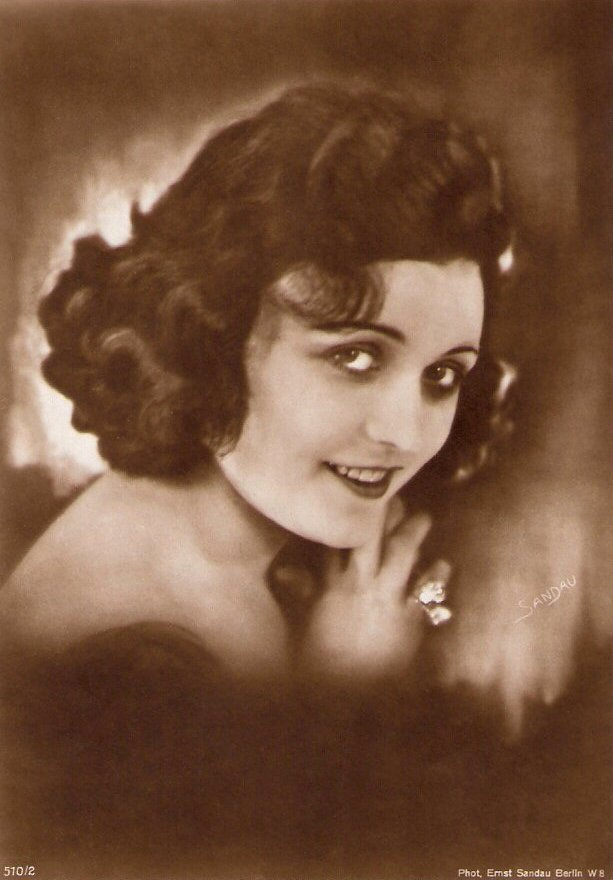
Pola Negri

- 03. Januar: Carlos Keller Rueff, deutsch-chilenischer Journalist und Schriftsteller († 1974)
- 05. Januar: Theo Mackeben, deutscher Pianist, Dirigent und Komponist († 1953)
- 05. Januar: Miki Kiyoshi, japanischer Philosoph († 1945)
- 06. Januar: Ferenc Szálasi, ungarischer faschistischer Parteiführer und Kriegsverbrecher († 1946)
- 06. Januar: Heinz Meyer, deutscher Politiker, MdB († 1959)
- 08. Januar: Walter Gramatté, deutscher Maler († 1929)
- 08. Januar: Bernard U. Taylor, US-amerikanischer Musikpädagoge († 1987)
- 09. Januar: Dwight H. Green, US-amerikanischer Politiker († 1958)
- 09. Januar: Karl Löwith, deutscher Philosoph († 1973)
- 09. Januar: Luis Gianneo, argentinischer Komponist († 1968)
- 10. Januar: Georg Pelster, deutscher Politiker († 1963)
- 10. Januar: Bedřich Václavek, tschechischer Literaturkritiker und Theoretiker († 1943)
- 10. Januar: Sam Chatmon, US-amerikanischer Blues-Musiker († 1983)
- 11. Januar: August Heißmeyer, deutscher General der Waffen-SS († 1979)
- 12. Januar: Arthur Ripley, US-amerikanischer Drehbuchautor, Filmregisseur und -produzent († 1961)
- 14. Januar: Hasso von Manteuffel, deutscher Offizier († 1978)
- 15. Januar: Xu Zhimo, chinesischer Dichter († 1931)
- 16. Januar: Kurt Hueck, deutscher Botaniker († 1965)
- 17. Januar: Nils Anton Alfhild Asther, schwedischer Schauspieler († 1981)
- 17. Januar: Marcel Petiot, französischer Serienmörder († 1946)
- 17. Januar: Donald Marcus Kelway Marendaz, britischer Kampfflieger, Unternehmer, Automobilrennfahrer und Konstrukteur († 1988)
- 17. Januar: Werner Hilpert, deutscher Politiker († 1957)
- 19. Januar: Leo Adler, österreichischer Maler und Grafiker († 1987)
- 19. Januar: Xenia Desni, ukrainische Schauspielerin († 1962)
- 19. Januar: Emil Maurice, Chauffeur und früher politischer Begleiter Adolf Hitlers († 1972)
- 19. Januar: Karl Kerényi, ungarischer klassischer Philologe und Religionswissenschaftler († 1973)
- 19. Januar: Max Tau, deutsch-jüdischer Humanist, Philosoph und Dichter († 1976)
- 21. Januar: Maurice Zundel, Schweizer Geistlicher, Theologe und Philosoph († 1975)
- 22. Januar: Arthur Greiser, Reichsstatthalter und Gauleiter der NSDAP († 1946)
- 22. Januar: Efraín Orozco, kolumbianischer Komponist, Dirigent und Instrumentalist († 1975)
- 23. Januar: Margarete Schütte-Lihotzky, erste österreichische Architektin († 2000)
- 23. Januar: Subhash Chandra Bose, Führer der indischen Unabhängigkeitsbewegung († 1945)
- 23. Januar: Welby Toomey, US-amerikanischer Old-Time-Musiker († 1989)
- 23. Januar: Ernst Zindel, deutscher Ingenieur und Konstrukteur der Ju 52 („Tante Ju“) († 1978)
- 24. Januar: Arno Hennig, deutscher Politiker († 1963)
- 24. Januar: Johannes von Rudloff, deutscher Weihbischof († 1978)
- 26. Januar: Erwin Blumenfeld, deutscher Fotograf († 1969)
- 27. Januar: Herman Carl Andersen, US-amerikanischer Politiker († 1978)
- 28. Januar: Walentin Petrowitsch Katajew, sowjetischer Dramatiker und Romancier († 1986)
- 29. Januar: Arno Heinrich Gottfried Arnold, deutscher Arzt, Internist und Sportmediziner († 1963)
- 30. Januar: Georg Hann, österreichischer Kammersänger († 1950)
- 30. Januar: Lucien Lemesle, französischer Autorennfahrer († 1970)
- 31. Januar: Ahmad Schah Kadschar, letzter Herrscher der Kadscharen-Dynastie im Iran († 1930)

### Februar
- 01. Februar: Duke Osborn, US-amerikanischer American-Football-Spieler († 1976)
- 02. Februar: Willy Schootemeijer, niederländischer Komponist und Pianist († 1953)
- 03. Februar: Else Reventlow, deutsche Lehrerin, Frauenrechtlerin, Sozialdemokratin, Redakteurin († 1984)
- 04. Februar: Jesus V., äthiopischer Kaiser († 1935)
- 04. Februar: Katharina Heinroth, Leiterin des Berliner Zoos († 1989)

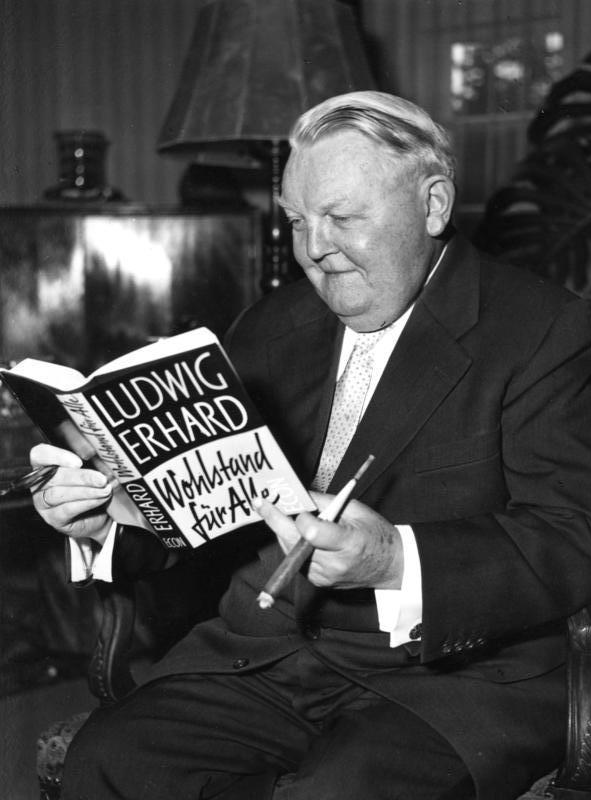
Ludwig Erhard, 1957

- 04. Februar: Ludwig Erhard, deutscher Politiker, Bundesminister, Bundeskanzler der BRD († 1977)
- 04. Februar: John Tjaarda, US-amerikanischer Fahrzeugdesigner († 1962)
- 05. Februar: Anton Graf von Arco auf Valley, deutscher Adeliger, Jurist und Attentäter († 1945)
- 05. Februar: Martin Blank, deutscher Politiker und MdB († 1972)
- 06. Februar: Millard F. Caldwell, US-amerikanischer Politiker († 1984)
- 06. Februar: Alberto Cavalcanti, brasilianischer Filmregisseur († 1982)
- 06. Februar: Humphrey Davy Findley Kitto, britischer Altphilologe († 1982)
- 06. Februar: Louis Buchalter, US-amerikanischer Mafioso († 1944)
- 06. Februar: Henri Dorgères, französischer Politiker und Bauernvertreter († 1985)
- 07. Februar: Ernst Kloss, deutscher Kunsthistoriker (†)
- 07. Februar: Richard Hammer, deutscher Politiker († 1969)
- 08. Februar: Zakir Hussain, indischer Politiker und Staatspräsident († 1969)
- 08. Februar: Stanisław Milski, polnischer Schauspieler und Regisseur († 1972)
- 09. Februar: Hans Breitensträter, deutscher Schwergewichtsboxer († 1972)
- 10. Februar: Karl Abel, deutscher Gewerkschafter und Politiker († 1971)
- 10. Februar: John Franklin Enders, US-amerikanischer Bakteriologe († 1985)
- 10. Februar: Judith Anderson, australische Schauspielerin († 1992)
- 11. Februar: Colgate Darden, US-amerikanischer Politiker († 1981)
- 11. Februar: Emil Leon Post, US-amerikanischer Mathematiker und Logiker († 1954)
- 11. Februar: Yves de la Casinière, französischer Komponist und Musikpädagoge († 1971)
- 12. Februar: Břetislav Bakala, tschechischer Dirigent, Chorleiter und Komponist († 1958)
- 12. Februar: Erwin Hoffstätter, deutscher Ruderer († 1971)
- 12. Februar: Alfredo Luis Miranda, US-amerikanischer Autorennfahrer († 1978)
- 14. Februar: Jørgen Bentzon, dänischer Komponist († 1951)
- 15. Februar: Roland Pièce, Schweizer Funk- und Radiopionier († 1972)
- 16. Februar: Heinrich Höfler, deutscher Politiker († 1963)
- 16. Februar: Ludwig Preller, deutscher Politiker († 1974)
- 18. Februar: Charles Kuentz, elsässischer Kriegsveteran († 2005)
- 19. Februar: Alma Rubens, US-amerikanische Stummfilmschauspielerin († 1931)
- 20. Februar: Hans von Ahlfen, deutscher Militär († 1966)
- 20. Februar: Gerhart Eisler, deutscher Journalist und Politiker († 1968)
- 21. Februar: Hermann August Eidmann, deutscher Zoologe und Forstwissenschaftler († 1949)
- 21. Februar: Paul Torchy, französischer Autorennfahrer († 1925)
- 22. Februar: Otto Leichter, österreichischer Sozialist, Journalist und Autor († 1973)
- 24. Februar: Henri Frankfort, niederländischer Archäologe, Altorientalist und Ägyptologe († 1954)
- 25. Februar: Wilhelm Goldmann, deutscher Verleger († 1974)
- 25. Februar: Wilhelm Hammann, deutscher Politiker und Widerstandskämpfer, Gerechter unter den Völkern († 1955)
- 26. Februar: Elizabeth Charlotte Lucy Asquith, britische Schriftstellerin und Prinzessin Bibesco de Brancovan († 1945)
- 27. Februar: Edmond Romulus Amateis, US-amerikanischer Bildhauer und Lehrer († 1981)
- 27. Februar: Bernard Ferdinand Lyot, französischer Astronom († 1952)
- 27. Februar: Marian Anderson, US-amerikanische Opernsängerin († 1993)

### März
- 01. März: Shoghi Effendi, Perser, Oberhaupt der Bahai-Gemeinde († 1957)
- 03. März: Jacques Haller, belgischer Ruderer († 1961)
- 05. März: Song Meiling, Ehefrau des Staatsführers der Republik China Chiang Kai-shek († 2003)

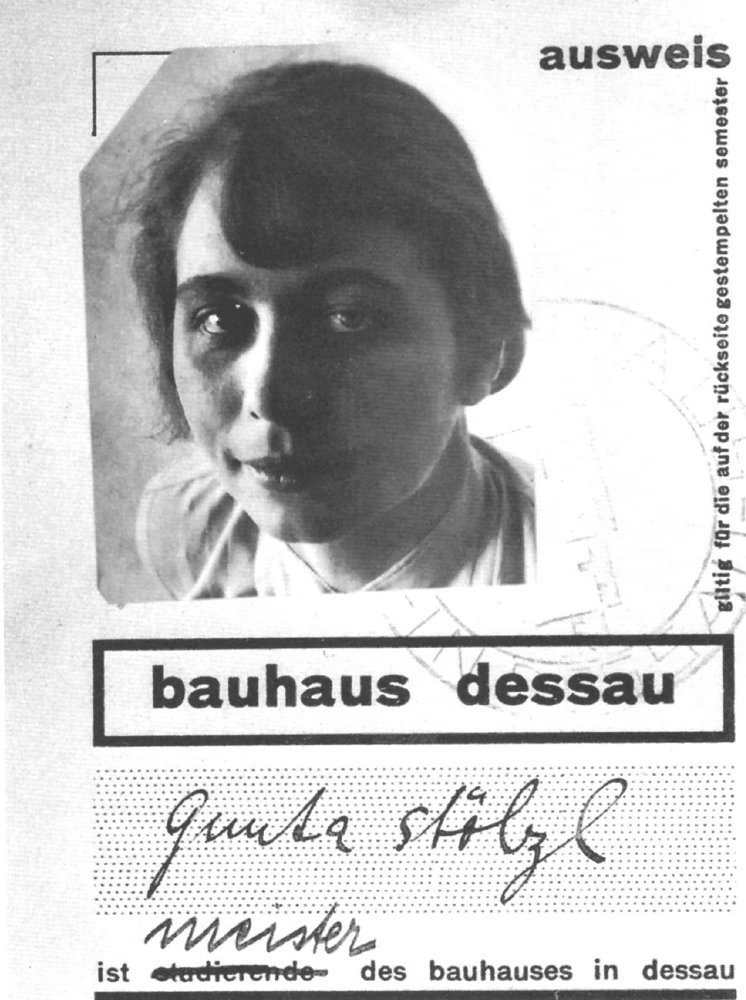
Gunta Stölzl

- 05. März: Gunta Stölzl, deutsche Weberin und Textildesignerin († 1983)
- 06. März: Oyinkan Abayomi, nigerianische Politikerin, Frauenrechtlerin und Lehrerin († 1990)
- 06. März: Joseph Berchtold, erster „Reichsführer SS“, Mitglied des Reichstages († 1962)
- 06. März: Knudåge Riisager, dänischer Komponist († 1974)
- 06. März: Robert Lévy, französischer Autorennfahrer († 1964)
- 08. März: Herbert Otto Gille, deutscher General der Waffen-SS († 1966)
- 10. März: Marianne Kneisel, US-amerikanische Geigerin und Musikpädagogin († 1972)
- 10. März: Otto Köhler, deutscher Politiker und MdB († 1960)
- 11. März: Henry Cowell, US-amerikanischer Komponist († 1965)
- 11. März: Johann Raithel, deutscher General († 1961)
- 13. März: Jeghische Tscharenz, armenischer Dichter († 1937)
- 14. März: Anton Aschauer, deutscher Politiker († 1976)
- 14. März: Hermann Winkhaus, deutscher Industrieller († 1968)
- 15. März: Jackson Scholz, US-amerikanischer Leichtathlet und Olympiasieger († 1986)
- 18. März: Clemens Hesemann, deutscher Politiker († 1981)
- 19. März: Joë Bousquet, französischer Schriftsteller († 1950)
- 19. März: Joseph Darnand, französischer Politiker im Zweiten Weltkrieg († 1945)
- 19. März: Karl Springenschmid, österreichischer Schriftsteller († 1981)
- 19. März: Heinz Steguweit, deutscher Schriftsteller († 1964)
- 20. März: Elisabeth Haich, ungarische Künstlerin († 1994)
- 20. März: Frank Hutchison, US-amerikanischer Old-Time-Musiker († 1945)
- 21. März: Marie Minna Bielenberg, deutsche Malerin und Töpferin († 1983)
- 21. März: J. Ridley Stroop, US-amerikanischer Psychologe († 1973)
- 21. März: Max Sidow, deutscher Schriftsteller († 1965)
- 22. März: Ferruccio Novo, italienischer Fußballtrainer und -funktionär († 1974)
- 23. März: Hamvas Béla, ungarischer Schriftsteller († 1968)
- 24. März: Julius Lorenzen, deutscher Bauingenieur und Oberbürgermeister († 1965)
- 24. März: Carlo Mierendorff, deutscher Politiker und Journalist († 1943)
- 24. März: Wilhelm Reich, österreichischer Psychoanalytiker († 1957)
- 26. März: Joshua Philip Turner, britischer Autorennfahrer († 1949)
- 27. März: Wilhelm Busch, deutscher evangelischer Pfarrer und Schriftsteller († 1966)
- 27. März: Douglas Hartree, britischer Mathematiker und Physiker († 1958)
- 28. März: Arthur Martens, deutscher Segelflugpionier und Ingenieur († 1937)

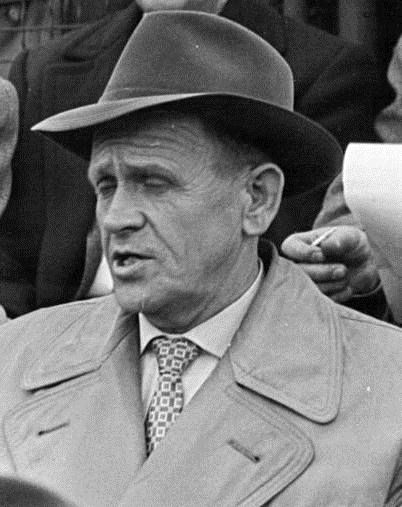
Sepp Herberger

- 28. März: Sepp Herberger, deutscher Fußballnationaltrainer († 1977)
- 28. März: Tillie Voss, US-amerikanischer American-Football-Spieler († 1975)
- 30. März: Marion von Klot, deutsch-baltische Märtyrerin († 1919)
- 31. März: Fred Forbát, ungarisch-schwedischer Architekt, Stadtplaner und Maler († 1972)

### April
- 03. April: John O. Aalberg, US-amerikanischer Film- und Tontechniker († 1984)
- 04. April: Erich Münch, Schweizer General († 1983)
- 05. April: Ottavio Abbati, italienischer Antifaschist und Publizist († 1951)
- 05. April: Hans Kellerhals, Schweizer Justizvollzugsbeamter († 1966)
- 05. April: Hans Schuberth, deutscher Politiker († 1976)
- 06. April: Fritz Erpenbeck, deutscher Schriftsteller, Publizist und Schauspieler († 1975)
- 07. April: Carl Bellingrodt, deutscher Eisenbahnfotograf († 1971)
- 07. April: Mario Gualzata, Schweizer Sprachwissenschaftler und Heimatforscher († 1969)
- 07. April: Otto Mörike, deutscher lutherischer Pfarrer und Widerstandskämpfer im Dritten Reich († 1978)
- 08. April: Thomas Andresen, deutscher Politiker († 1972)
- 08. April: Max Rychner, schweizerischer Schriftsteller und Literaturkritiker († 1965)
- 09. April: Fred George Aandahl, US-amerikanischer Politiker († 1966)
- 10. April: Theodor Bogler, deutscher Keramiker, Architekt und Benediktiner-Pater († 1968)
- 11. April: Caspar Neher, deutsch-österreichischer Bühnenbildner († 1962)
- 11. April: Jakob Franz Alexander Kern, österreichischer Prämonstratenser, Seliger († 1924)
- 12. April: Karl Apel, deutscher Theologe
- 12. April: Julio Cueva, kubanischer Trompeter und Komponist († 1975)
- 13. April: Heinz Matthes, deutscher Politiker († 1976)
- 13. April: Hermann Veit, deutscher Politiker († 1973)
- 14. April: Edgardo Donato, argentinischer Tangomusiker († 1963)
- 14. April: Barbara Wootton, britische Soziologin, Wirtschaftswissenschaftlerin und Kriminologin († 1988)
- 16. April: Pierre Goutte, französischer Autorennfahrer († 1965)
- 16. April: Eugen Leibfried, deutscher Politiker, baden-württembergischer Landwirtschaftsminister († 1978)
- 17. April: Thomas Ryum Amlie, US-amerikanischer Politiker († 1973)
- 17. April: Antoon Coolen, niederländischer Schriftsteller und Journalist († 1961)
- 17. April: Harald Sæverud, norwegischer Komponist († 1992)
- 17. April: Thornton Wilder, US-amerikanischer Schriftsteller († 1975)
- 18. April: Rudolf Bechstein, deutscher Landschaftsmaler und Fotograf († 1961)
- 19. April: Jiroemon Kimura, japanischer ältester Mann der Welt († 2013)
- 19. April: Bruno Diekmann, deutscher Politiker, Ministerpräsident des Landes Schleswig-Holstein († 1982)
- 21. April: Hildegard Claassen, deutsche Kunsthistorikerin († 1988)
- 23. April: Lester Pearson, kanadischer Politiker († 1972)
- 23. April: Pixinguinha, brasilianischer Musiker († 1973)
- 24. April: Benjamin Whorf, US-amerikanischer Linguist († 1941)
- 24. April: György Kósa, ungarischer Komponist († 1984)
- 24. April: Willy Neuenhofen, deutscher Testpilot († 1936)
- 25. April: Aloys Feldmann, deutscher Politiker († 1965)
- 25. April: Haro Stepanjan, armenischer Komponist († 1966)
- 26. April: Douglas Sirk, deutscher Bühnen- und Filmregisseur der UFA, später im Exil in Hollywood († 1987)
- 26. April: Olga Tschechowa, russisch-deutsche Schauspielerin († 1980)
- 26. April: Fiddlin’ Doc Roberts, US-amerikanischer Old-Time-Musiker († 1978)
- 27. April: Elsa Andersson, schwedische Pilotin († 1922)
- 28. April: Ye Jianying, chinesischer Feldmarschall und Politiker († 1986)

### Mai
- 01. Mai: Otto Brües, deutscher Schriftsteller († 1967)
- 02. Mai: Tériade, griechisch-französischer Kunstkritiker und Verleger († 1983)
- 02. Mai: Willemijn Posthumus-van der Goot, niederländische Autorin und Feministin († 1989)
- 04. Mai: Georg Ackermann, deutscher Politiker († 1964)
- 04. Mai: Fritz Stricker, deutscher Politiker und Journalist († 1949)
- 05. Mai: Kenneth Burke, US-amerikanischer Schriftsteller und Kommunikationstheoretiker († 1993)
- 05. Mai: Osvaldo Nicolás Fresedo, argentinischer Musiker, Arrangeur, Bandleader, Komponist und Texter († 1984)
- 06. Mai: Henry Charles Armand d’Abbadie d’Arrast, US-amerikanischer Filmregisseur († 1968)
- 06. Mai: William A. Purtell, US-amerikanischer Politiker († 1978)
- 06. Mai: Karl Kurt Klein, deutscher Germanist († 1971)
- 07. Mai: Walter Claus-Oehler, deutscher Fußballspieler († 1941)
- 09. Mai: Clara Ege, deutsche Malerin, Bildhauerin und Seidenweberin († 1990)
- 10. Mai: Einar Gerhardsen, norwegischer sozialdemokratischer Politiker († 1987)
- 10. Mai: Rudolf Henz, österreichischer Schriftsteller, Programmdirektor des ORF († 1987)
- 11. Mai: Kurt Gerron, deutscher Schauspieler und Regisseur († 1944)
- 11. Mai: George P. Murdock, US-amerikanischer Ethnologe († 1985)
- 11. Mai: Kurt Wehlte, deutscher Maler, Maltechniker und Restaurator († 1973)
- 12. Mai: Joe Little Twig, US-amerikanischer American-Football-Spieler und Polizist († 1939)
- 14. Mai: Sidney Bechet, US-amerikanischer (kreolischer) Sopransaxofonist und Klarinettist († 1959)
- 14. Mai: Ed Ricketts, US-amerikanischer Meeresbiologe und Philosoph († 1948)
- 15. Mai: Josef Hendel, deutscher Maler († 1993)
- 15. Mai: George Perlman, US-amerikanischer Geiger, Komponist und Musikpädagoge († 2000)
- 15. Mai: Rudolf Schwarz, deutscher Architekt und Autor († 1961)
- 16. Mai: Hans Jürgen von Arnswaldt, deutscher Forstwirt († 1988)
- 16. Mai: Walther Geiser, Schweizer Komponist und Musikpädagoge († 1993)
- 17. Mai: Odd Hassel, norwegischer Chemiker († 1981)
- 17. Mai: Oswald Rothaug, deutscher Jurist († 1967)

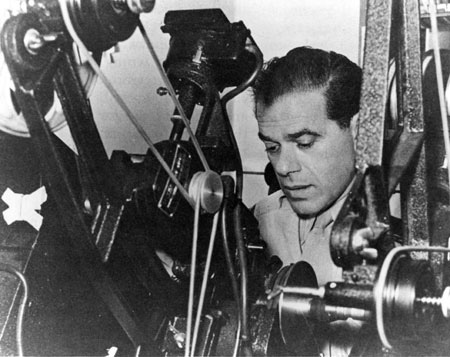
Frank Capra, ca. 1943

- 18. Mai: Frank Capra, US-amerikanischer Filmregisseur († 1991)
- 18. Mai: Edgard Colle, belgischer Schachmeister († 1932)
- 18. Mai: Hans Felix Husadel, deutscher Komponist und Professor († 1964)
- 19. Mai: Waldemar Augustiny, deutscher Schriftsteller († 1979)
- 19. Mai: Enrico Mainardi, italienischer Cellist, Komponist und Dirigent († 1976)
- 20. Mai: Wilhelm Kimmich, deutscher Maler († 1986)
- 20. Mai: Diego Abad de Santillán, spanischer Ökonom und Anarchosyndikalist († 1983)
- 21. Mai: Friedrich Boetzel, Brigadegeneral († 1969)
- 21. Mai: Markus Feldmann, Schweizer Politiker († 1958)
- 21. Mai: Conrad Felixmüller, deutscher Maler († 1977)
- 22. Mai: Robert Neumann, österreichisch-britischer Schriftsteller († 1975)
- 23. Mai: Jimmie Guthrie, britischer Motorradrennfahrer († 1937)
- 23. Mai: Wilhelm Schwinn, deutscher Politiker († 1967)
- 25. Mai: Gene Tunney, US-amerikanischer Boxer und Schwergewichts-Weltmeister († 1978)
- 27. Mai: John Cockcroft, britischer Physiker und Nobelpreisträger († 1967)
- 27. Mai: Ervin Mórich, ungarischer Ruderer († 1982)
- 27. Mai: Otto Paust, deutscher nationalsozialistischer Schriftsteller († 1975)
- 27. Mai: Adolf Portmann, Schweizer Zoologe und Naturphilosoph († 1982)
- 27. Mai: Fritz Rienecker, deutscher evangelischer Publizist, Pfarrer und Theologe († 1965)
- 28. Mai: Lambertus Johannes Bot, niederländischer Autor, Antimilitarist und Anarchist († 1988)
- 29. Mai: Erich Wolfgang Korngold, österreichisch-US-amerikanischer Komponist, Dirigent und Pianist († 1957)
- 29. Mai: Johannes Winkler, deutscher Raumfahrtingenieur († 1947)
- 31. Mai: Rudolf von Scheliha, deutscher Widerstandskämpfer, Mitglied der „Roten Kapelle“ († 1942)

### Juni
- 01. Juni: Erik Bohlin, schwedischer Rad- und Motorradrennfahrer († 1977)
- 01. Juni: Hildegard Heise, deutsche Fotografin († 1979)
- 02. Juni: Paul Schmiedlin, Schweizer Fußballspieler und Leichtathlet († 1981)
- 03. Juni: Memphis Minnie, US-amerikanische Bluesmusikerin († 1973)
- 05. Juni: Jara Beneš, tschechischer Komponist († 1949)
- 07. Juni: George Szell, ungarisch-amerikanischer Dirigent († 1970)
- 09. Juni: Wilhelm Paschek, deutscher Politiker († 1952)
- 09. Juni: Kees Pijl, niederländischer Fußballspieler († 1976)
- 10. Juni: Friedrich Lorenz, deutscher Priester und NS-Opfer († 1944)
- 10. Juni: Tatjana Nikolajewna Romanowa, Großfürstin von Russland, Tochter von Zar Nikolaus II. († 1918)
- 11. Juni: Alexandre Tansman, polnisch-französischer Komponist († 1986)
- 12. Juni: Percy Bryant, US-amerikanischer Bobsportler († 1960)

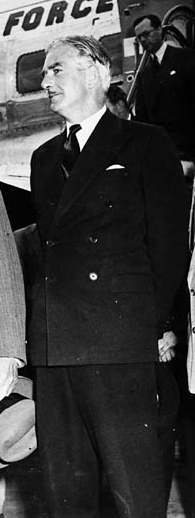
Anthony Eden

- 12. Juni: Anthony Eden, britischer Außen- und Premierminister († 1977)
- 12. Juni: Maria Koller-Feuchtinger, österreichische Politikerin († 1987)
- 12. Juni: Hans Mötteli, Schweizer Professor für Betriebswirtschaftslehre († 1962)
- 12. Juni: Walter Peterhans, deutscher Fotograf († 1960)

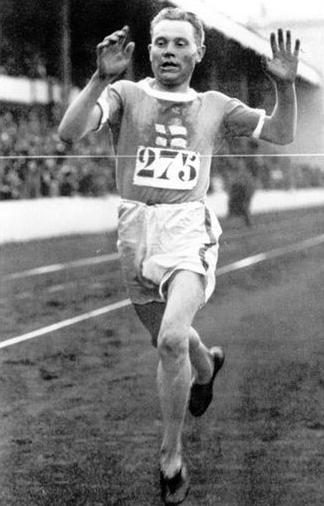
Paavo Nurmi

- 13. Juni: Paavo Nurmi, finnischer Leichtathlet († 1973)
- 14. Juni: Ladislaus Kmoch, österreichischer Karikaturist und Comiczeichner († 1971)
- 15. Juni: Rafael Ignacio, dominikanischer Komponist († 1984)
- 15. Juni: Fritz Kranz, deutscher Schauspieler, Theaterregisseur und Theaterintendant († 1984)
- 15. Juni: Antonio Riberi, italienischer Kardinal der römisch-katholischen Kirche († 1967)
- 16. Juni: Adelbert Mühlschlegel, deutscher Bahai († 1980)
- 16. Juni: Richard Schapke, deutscher Nationalrevolutionär, Verbandsfunktionär und Publizist († 1940)
- 16. Juni: Georg Wittig, deutscher Chemiker († 1987)
- 17. Juni: Friedrich Herzfeld, deutscher Kapellmeister, Musikschriftsteller und Musikkritiker († 1967)
- 17. Juni: Raymond Leroy, französischer Autorennfahrer († 1946)
- 17. Juni: Sumner Sewall, US-amerikanischer Politiker († 1965)
- 19. Juni: Cyril Norman Hinshelwood, britischer Chemiker, Nobelpreisträger († 1967)
- 19. Juni: Moe Howard, US-amerikanischer Komiker (The Three Stooges) († 1975)
- 19. Juni: Elisabeth Walter, deutsche Lehrerin und Schriftstellerin († 1956)
- 20. Juni: George Eyston, britischer Ingenieur, Rekord- und Autorennfahrer († 1978)
- 20. Juni: Elisabeth Hauptmann, deutsche Schriftstellerin († 1973)
- 21. Juni: Georg Scheu, deutscher Önologe († 1949)
- 22. Juni: Norbert Elias, deutsch-britischer Soziologe, Philosoph und Dichter († 1990)
- 22. Juni: Otto Bramm, deutscher Kunsthistoriker und Volkskundler († 1986)
- 23. Juni: Wilhelm Henke, deutscher Pfarrer, Theologe und Landesbischof in Schaumburg-Lippe († 1981)
- 23. Juni: Terig Tucci, argentinischer Komponist, Violinist, Pianist und Mandolinist († 1973)
- 23. Juni: Winifred Wagner, Leiterin der Bayreuther Festspiele († 1980)
- 24. Juni: Hermann Busch, deutscher Cellist († 1975)
- 24. Juni: Omkarnath Thakur, indischer Sänger, Musikpädagoge und -wissenschaftler († 1967)
- 24. Juni: Adrienne Thomas, deutsche Schriftstellerin († 1980)
- 26. Juni: Sosthènes de la Rochefoucauld, französischer Autorennfahrer († 1970)
- 26. Juni: Walter Vesper, deutscher Politiker († 1978)
- 27. Juni: Otto Braun, deutscher Schriftsteller († 1918)
- 27. Juni: Heinz von Cleve, deutscher Schauspieler († 1984)
- 27. Juni: Russ Method, US-amerikanischer American-Football-Spieler († 1971)
- 28. Juni: André Dubonnet, französischer Militärpilot, Sportler, Rennfahrer, Unternehmer und Erfinder († 1980)
- 29. Juni: José Dolores Cerón, dominikanischer Komponist († 1969)
- 29. Juni: Ottmar Gerster, deutscher Komponist († 1969)
- 30. Juni: Munrezzan Andreossi, Schweizer Eishockeyspieler († 1958)

### Juli
- 01. Juli: Willi Paul, deutscher Autor und Widerstandskämpfer († 1979)
- 02. Juli: Erich Hilgenfeldt, deutscher Beamter der NS-Zeit († 1945)
- 03. Juli: Jesse Douglas, US-amerikanischer Mathematiker († 1965)
- 05. Juli: Paul Ben-Haim, israelischer Komponist († 1984)
- 06. Juli: Karl Hofacker, Schweizer Bauingenieur und Hochschullehrer († 1991)
- 08. Juli: Kurt Adam, deutscher Offizier († 1973)
- 08. Juli: Austin Bradford Hill, britischer Wissenschaftler und Forscher († 1991)
- 09. Juli: Karl Ratz, deutscher Politiker und Verlagsleiter († 1961)
- 10. Juli: John Gilbert, US-amerikanischer Filmschauspieler († 1936)
- 10. Juli: Manlio Giovanni Brosio, italienischer Politiker († 1980)
- 10. Juli: Karl Plagge, deutscher Offizier der Wehrmacht, der ca. 250 Juden rettete († 1957)
- 10. Juli: Ludwig Schwerin, deutsch-israelischer Maler, Graphiker und Buchillustrator († 1983)
- 11. Juli: Gregorio Fuentes, kubanischer Kapitän zur See († 2002)
- 13. Juli: Wilhelm Braun, deutscher Skilangläufer († 1969)
- 14. Juli: Plaek Phibunsongkhram, thailändischer Ministerpräsident und Feldmarschall († 1964)
- 15. Juli: Sam H. Jones, US-amerikanischer Politiker († 1978)
- 16. Juli: Ruth Beutler, deutsche Zoologin († 1959)
- 16. Juli: Ari Leschnikow, bulgarischer 1. Tenor des Berliner Ensembles „Comedian Harmonists“ († 1978)
- 17. Juli: Max Knoll, deutscher Elektrotechniker († 1969)
- 17. Juli: Hermann Neuling, deutscher Hornist und Komponist († 1967)

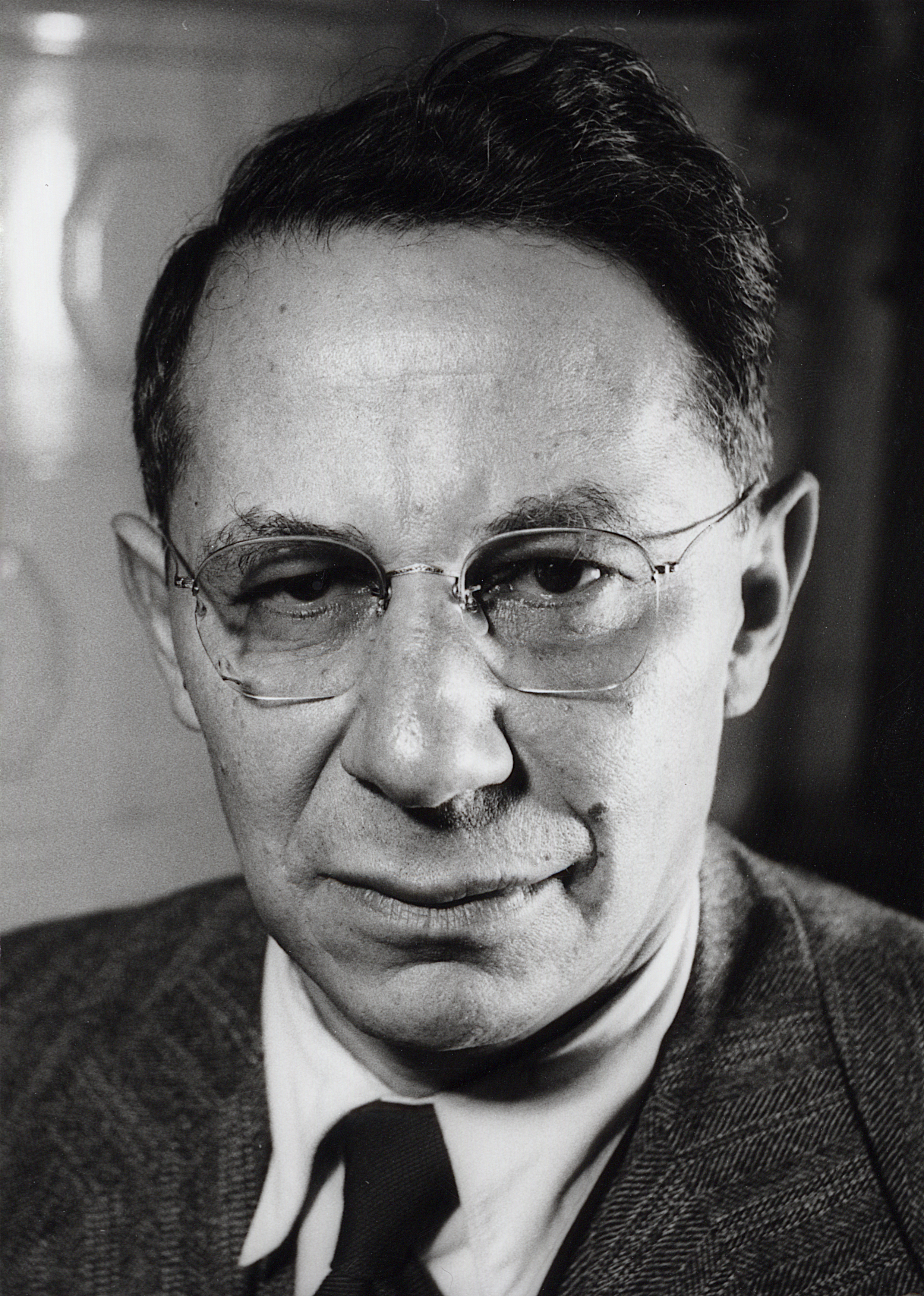
Tadeus Reichstein.

- 20. Juli: Tadeus Reichstein, Schweizer Chemiker († 1996)
- 20. Juli: Camillo Berneri, italienischer Autor und Anarchist († 1937)
- 21. Juli: Santiago Arrieta, uruguayischer Schauspieler († 1975)
- 21. Juli: Carl Bilfinger, deutscher Staatsrechtler († 1958)
- 21. Juli: John Marshall Butler, US-amerikanischer Politiker († 1978)
- 21. Juli: Wassili Danilowitsch Sokolowski, sowjetischer Militär († 1968)
- 24. Juli: Amelia Earhart, US-amerikanische Flugpionierin und Frauenrechtlerin († 1937)
- 24. Juli: Franz Josef Kallmann, deutsch-amerikanischer Psychiater († 1965)
- 24. Juli: Karl Benno von Mechow, deutscher Schriftsteller († 1960)
- 25. Juli: Hermann Ambrosius, deutscher Komponist und Musikpädagoge († 1983)
- 26. Juli: Paul Gallico, US-amerikanischer Autor († 1976)
- 26. Juli: Jakob Gapp, österreichischer Priester im Widerstand gegen das Nazi-Regime († 1943)
- 27. Juli: Adolfo Baloncieri, italienischer Fußballspieler und -trainer († 1986)
- 28. Juli: Leonid Abramowitsch Anulow, sowjetischer Kundschafter († 1974)
- 28. Juli: Albert Huber, Schweizer Diplomat († 1959)
- 29. Juli: Johannes Leopold Martin Arpe, deutscher Schauspieler, Regisseur und Theaterintendant († 1962)
- 30. Juli: Maria Fischer, österreichische Seidenwinderin und trotzkistische Widerstandskämpferin gegen den Austrofaschismus und Nationalsozialismus († 1962)
- 31. Juli: Ili Kronstein, österreichische Malerin († 1948)
- 31. Juli: Hermann Senkowsky, österreichischer Finanzpräsident im Generalgouvernement in Polen († 1965)

### August
- 02. August: Karl Otto Koch, SS-Standartenführer und Lagerkommandant des KZ Buchenwald († 1945)
- 02. August: Rudolf Schleicher, deutscher Ingenieur und Motorradrennfahrer († 1989)
- 02. August: Philippe Soupault, französischer Dichter und Schriftsteller († 1990)
- 02. August: Max Weber, Schweizer Politiker († 1974)
- 03. August: Jóhannes Gunnarsson, römisch-katholischer Bischof und Apostolischer Vikar in Island († 1972)
- 04. August: Adolf Heusinger, deutscher General († 1982)
- 05. August: Norbert Lichtenecker, österreichischer Geograph († 1938)
- 05. August: Juan Carlos Paz, argentinischer Komponist († 1972)
- 06. August: Uno Åhrén, schwedischer Architekt und Stadtplaner († 1977)
- 07. August: Wulf Emmo Ankel, deutscher Zoologe, Meeresbiologe und Hochschullehrer († 1983)
- 07. August: Carl Wery, deutscher Schauspieler († 1975)
- 08. August: Rudolf Ausleger, deutscher Maler († 1974)
- 08. August: Wilhelm Gabriel, deutscher Komponist und Musikverleger († 1964)
- 11. August: Enid Blyton, englische Kinderbuchautorin († 1968)
- 11. August: Käthe Haack, deutsche Schauspielerin († 1986)
- 12. August: Otto von Struve, russisch-US-amerikanischer Astronom († 1963)
- 14. August: Paul Ruegger, Schweizer Anwalt († 1988)
- 14. August: Simone Plé-Caussade, französische Komponistin, Pianistin und Musikpädagogin († 1986)
- 16. August: Marjorie Barnard, australische Schriftstellerin († 1987)
- 17. August: Camille Royer, französischer Autorennfahrer († 1933)
- 17. August: Jean Vaurez, französischer Autorennfahrer († 1981)
- 19. August: Arthur Frey, Schweizer Politiker († 1955)
- 19. August: Ilse Thouret, deutsche Motorrad- und Automobilrennfahrerin, Sportlerin sowie Sportjournalistin († 1969)
- 20. August: Forman Phillips, US-amerikanischer Country-Moderator und Veranstalter († 1968)
- 21. August: Franz Arnold, schweizerischer Politiker († 1984)
- 21. August: Kōsaku Aruga, japanischer Admiral († 1945)
- 22. August: Elisabeth Bergner, österreichische Theater- und Filmschauspielerin († 1986)
- 23. August: Bernhard Almstadt, deutscher Kommunist und Widerstandskämpfer († 1944)
- 24. August: Ignaz Peslmüller, deutscher Brigadegeneral († 1957)
- 25. August: Jaroslav Řídký, tschechischer Komponist, Dirigent, Musiker und Musiklehrer († 1956)
- 26. August: Yun Bo-seon, südkoreanischer Politiker († 1990)
- 28. August: Bernard Povel, deutscher Politiker († 1952)
- 28. August: Wilhelm Nowack, deutscher Politiker († 1990)
- 29. August: Else Lohmann, deutsche Malerin († 1984)
- 29. August: Helge Rosvaenge, dänischer Tenor († 1972)
- 29. August: Paul Schneider, deutscher Pfarrer († 1939)
- 31. August: Fredric March, US-amerikanischer Schauspieler († 1975)
- 31. August: Marianne Bruns, deutsche Schriftstellerin († 1994)
- 31. August: Otto Dietrich, Reichspressechef der NSDAP und Staatssekretär († 1952)
- 31. August: Willy Liebel, deutscher Politiker der NSDAP und Oberbürgermeister von Nürnberg. († 1945)

### September
- 01. September: Johan de Haas, niederländischer Autor und Anarchist († 1945)
- 01. September: Geza Slovig, rumäniendeutscher Kirchenmusiker, Musikpädagoge und Komponist († 1944)
- 03. September: Francisco Mignone, brasilianischer Komponist († 1986)
- 04. September: Gus Arnheim, US-amerikanischer Pianist, Komponist, Arrangeur und Bandleader († 1955)
- 04. September: William Urquhart-Dykes, britischer Autorennfahrer und Flieger († 1979)
- 05. September: Charles Kasiel Bliss, ukrainisch-australischer Erfinder der Bliss-Symbole († 1985)
- 05. September: Grete Popper, deutsche Fotografin († 1976)
- 06. September: Emile Maret, französischer Autorennfahrer († 1967)
- 07. September: Herbert A. E. Böhme, deutscher Schauspieler († 1984)
- 08. September: Hugo de Groot, niederländischer Komponist und Dirigent († 1986)
- 08. September: Jimmie Rodgers, US-amerikanischer Country-Musiker († 1933)
- 10. September: Georges Bataille, französischer Schriftsteller, Soziologe und Philosoph († 1962)
- 10. September: Hilde Hildebrand, deutsche Schauspielerin und Sängerin († 1976)
- 10. September: Otto Strasser, deutscher (nationalsozialistischer) Politiker († 1974)
- 12. September: Irène Joliot-Curie, französische Chemikerin und Nobelpreisträgerin († 1956)
- 13. September: Erich Friedrich Schmidt, amerikanischer Archäologe deutscher Abstammung († 1964)
- 13. September: Honorio Siccardi, argentinischer Komponist († 1963)
- 14. September: Otto Bochum, deutscher Landwirt und Kommunalpolitiker († ?)
- 15. September: Kurt Daluege, SS-Oberstgruppenführer und Chef der Ordnungspolizei im Dritten Reich († 1946)
- 15. September: Theodor Adrian von Renteln, deutscher nationalsozialistischer Funktionär und Politiker († 1946)
- 17. September: John Gordon Aitken, schottischer Fußballspieler († 1967)
- 17. September: Will Meisel, deutscher Tänzer, Komponist und Verlagsgründer († 1967)
- 20. September: Humberto Castelo Branco, Präsident von Brasilien († 1967)
- 22. September: Alwin Wolz, deutscher Generalmajor († 1978)
- 23. September: Walter Pidgeon, kanadischer Schauspieler († 1984)
- 24. September: Károly Pap, ungarischer Schriftsteller († 1945)

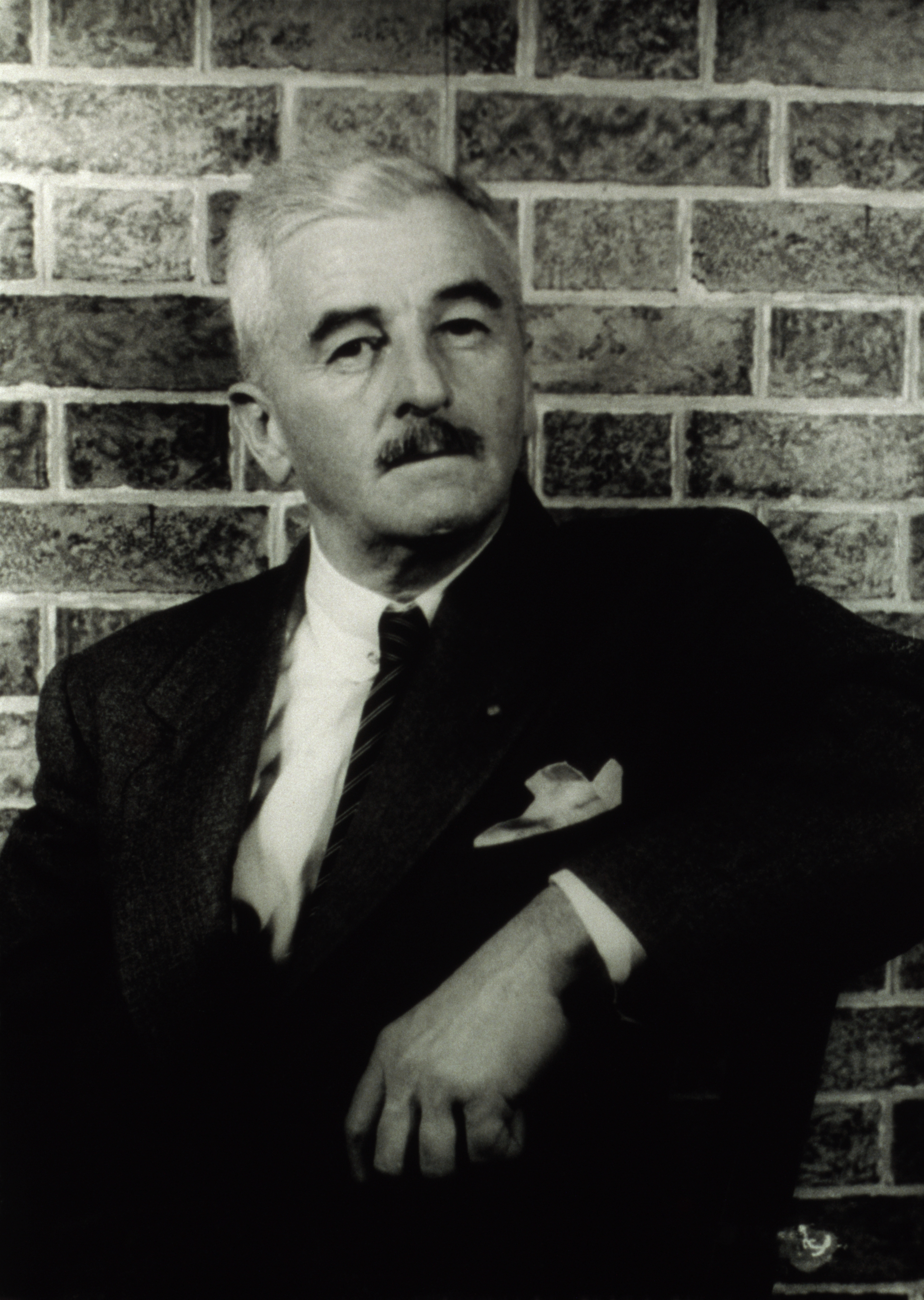
William Faulkner, 1954

- 25. September: William Faulkner, US-amerikanischer Schriftsteller († 1962)
- 26. September: Paul VI., Papst († 1978)
- 26. September: Victor Otto Stomps, deutscher Verleger und Schriftsteller († 1970)
- 28. September: Muchtar Omarchanuly Äuesow, kasachischer Schriftsteller († 1961)
- 28. September: Charles S. Thomas, US-amerikanischer Politiker († 1983)

### Oktober
- 01. Oktober: Erna Auerbach, deutsch-britische Malerin († 1975)
- 01. Oktober: Heinrich Gretler, Schweizer Schauspieler († 1977)
- 02. Oktober: Wallace Stevens, US-amerikanischer Lyriker († 1955)
- 03. Oktober: Louis Aragon, französischer Historiker, Dichter und Schriftsteller († 1982)
- 04. Oktober: Margarethe Hedwig Aurin, deutsche Kindergärtnerin († 1989)
- 05. Oktober: Gaspar Cassadó, spanischer Cellist († 1966)
- 05. Oktober: George Salter, deutsch-US-amerikanischer Gewerbegrafiker und Bühnenbildner († 1967)
- 06. Oktober: Gerhard Lamprecht, deutscher Regisseur († 1974)
- 06. Oktober: Ngo Dinh Thuc, vietnamesischer Titularerzbischof von Bulla Regia und Erzbischof emeritus von Hue († 1984)
- 07. Oktober: Charles Chauvel, australischer Drehbuchautor, Filmregisseur und -produzent († 1959)
- 07. Oktober: Elijah Muhammad, US-amerikanischer Gründer und langjähriger Leiter der Nation of Islam († 1975)
- 07. Oktober: Herman Nohl, deutscher Pädagoge und Philosoph († 1960)
- 08. Oktober: Joseph Calvet, französischer Geiger († 1984)
- 08. Oktober: Marcel Herrand, französischer Schauspieler († 1953)
- 08. Oktober: Rouben Mamoulian, US-amerikanischer Film- und Theaterregisseur († 1987)
- 09. Oktober: Osaragi Jirō, japanischer Schriftsteller († 1973)
- 11. Oktober: Joseph Auslander, US-amerikanischer Dichter († 1965)
- 12. Oktober: Otto Montag, deutscher Fußballspieler († 1973)
- 13. Oktober: Walter Frevert, deutscher Forstmann und Jagdschriftsteller († 1962)
- 13. Oktober: Renée Stobrawa, deutsche Schauspielerin († 1971)
- 14. Oktober: Gerónimo Arnedo Álvarez, argentinischer Politiker († 1980)
- 14. Oktober: Lisel Oppel, deutsche Malerin († 1960)
- 15. Oktober: Friedrich Schulz, deutscher General († 1976)
- 16. Oktober: Louis de Cazenave, französischer Soldat im Ersten Weltkrieg († 2008)
- 16. Oktober: Josef Erber, SS-Oberscharführer, Aufnahmeleiter des Frauenlagers in Auschwitz, Massenmörder († 1987)
- 16. Oktober: Gertrud Wiebke Schröder, deutsche Bildhauerin und Kunstgewerblerin († 1977)
- 17. Oktober: Martin Jordan, deutscher Reichstagsabgeordneter der NSDAP († 1945)
- 18. Oktober: Luis Vargas Rosas, chilenischer Maler († 1977)
- 19. Oktober: Peter Lorson, deutsch-französischer katholischer Theologe, Jesuit, Schriftsteller († 1954)
- 20. Oktober: Peter Bamm, deutscher Schriftsteller († 1975)
- 21. Oktober: Alexander Lernet-Holenia, österreichischer Schriftsteller († 1976)
- 21. Oktober: Gottlob Kamm, baden-württembergischer Staatsminister († 1973)
- 21. Oktober: Vera Balser-Eberle, österreichische Schauspielerin († 1982)
- 21. Oktober: Lina Prokofjew, spanisch-russische Sängerin und erste Ehefrau von Sergei Prokofjew († 1989)
- 24. Oktober: Lazar Weiner, US-amerikanischer Komponist und Chorleiter († 1982)
- 26. Oktober: Tiana Lemnitz, deutsche Opernsängerin († 1994)
- 26. Oktober: Henry Vahl, deutscher Schauspieler († 1977)
- 26. Oktober: James Leonard Brierley Smith, südafrikanischer Zoologe († 1968)
- 28. Oktober: Edith Head, US-amerikanische Kostümbildnerin († 1981)
- 28. Oktober: Hans Speidel, deutscher General († 1984)
- 28. Oktober: Oskar Kalbfell, deutscher Bundes- und Landtagsabgeordneter, Reutlinger Oberbürgermeister († 1979)
- 28. Oktober: Leutfrid Signer, Schweizer römisch-katholischer Geistlicher und Pädagoge († 1963)
- 29. Oktober: Hope Emerson, US-amerikanische Schauspielerin († 1960)

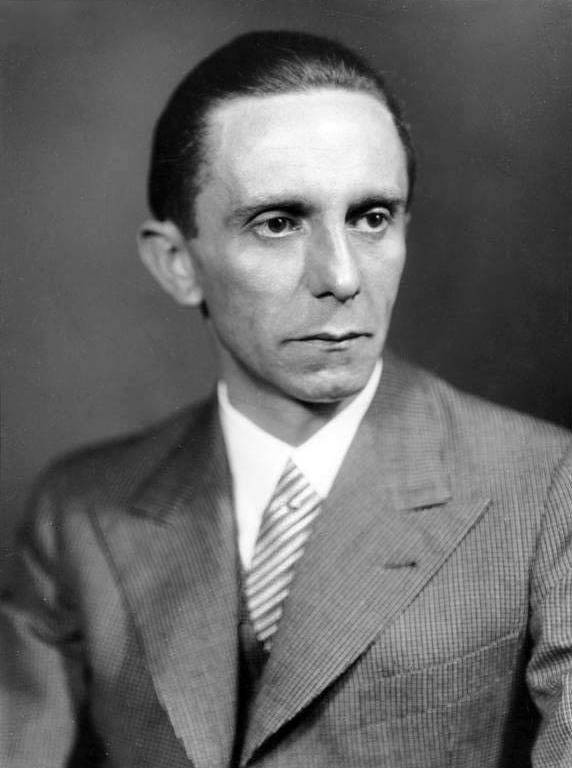
Joseph Goebbels

- 29. Oktober: Joseph Goebbels, NS-Politiker und Propagandaminister († 1945)
- 30. Oktober: Agustín Lara, mexikanischer Komponist und Sänger († 1970)
- 31. Oktober: Pete Henry, US-amerikanischer American-Football-Spieler und -Trainer († 1952)
- 31. Oktober: Ruth Wenger, Schweizer Konzertsängerin († 1994)

### November
- 03. November: Wilhelm Troll, deutscher Botaniker († 1978)
- 04. November: Oscar Lorenzo Fernández, brasilianischer Komponist († 1948)
- 04. November: Kurt Held, Pseudonym des Schweizer Schriftstellers Kurt Kläber († 1959)
- 06. November: Paula Karpinski, deutsche Politikerin († 2005)
- 06. November: Marcel Mongin, französischer Autorennfahrer († 1972)
- 07. November: Dimitrij Andrusov, tschechoslowakischer Geologe († 1976)
- 07. November: Herman J. Mankiewicz, polnisch-amerikanischer Hollywood-Drehbuchautor († 1953)
- 08. November: John Ries Bartels, US-amerikanischer Jurist († 1997)
- 08. November: Dorothy Day, US-amerikanische Sozialaktivistin († 1980)
- 08. November: Elisabeth Crodel, deutsche Malerin († 1967)
- 09. November: Ronald George Wreyford Norrish, britischer Chemiker und Nobelpreisträger († 1978)
- 12. November: Alfred Aufdenblatten, schweizerischer Skilangläufer († 1975)
- 12. November: Hans Deppe, deutscher Regisseur († 1969)
- 12. November: Karl Marx, deutscher Komponist und Pädagoge († 1985)
- 13. November: Martin Gumpert, deutsch-amerikanischer Mediziner und Schriftsteller († 1955)
- 13. November: Tilly Edinger, deutsche Paläontologin, Begründerin der „Paläoneurologie“ in Deutschland († 1967)
- 15. November: Aneurin Bevan, britischer Politiker († 1960)
- 15. November: Hermann Erben, österreichisch-amerikanischer Arzt († 1985)
- 15. November: Josef Knecht, deutscher Verleger († 1980)
- 15. November: Parker McKenzie, US-amerikanischer Kiowa-Sprachwissenschaftler († 1999)
- 15. November: Viktor Agartz, deutscher Wirtschaftswissenschaftler († 1964)
- 17. November: Wolfgang Abshagen, deutscher Offizier der Wehrmacht († 1945)
- 18. November: Georg Zimmermann, österreichischer Politiker und Minister (ÖVP) († 1958)
- 18. November: Patrick Maynard Stuart Blackett, britischer Physiker und Nobelpreisträger († 1974)
- 20. November: Austin Robinson, britischer Ökonom († 1993)
- 20. November: Rudolf Basedau, deutscher Politiker († 1975)
- 21. November: Veza Canetti, österreichische Schriftstellerin († 1963)
- 21. November: Mollie Steimer, russische Anarchistin († 1980)
- 22. November: Paul Oswald Ahnert, deutscher Astronom († 1989)
- 22. November: Rudolf Rößler, deutscher Spion während des Zweiten Weltkrieges († 1958)
- 23. November: Fritz Steinhoff, deutscher Politiker, Ministerpräsident von Nordrhein-Westfalen († 1969)
- 24. November: Ernst Busse, deutscher Politiker, Leiter des Internationalen Häftlingskomitees im KZ Buchenwald († 1952)
- 24. November: Alfredo Gartenberg, österreichisch-brasilianischer Journalist und Verbandsfunktionär († 1982)
- 24. November: Lucky Luciano, US-amerikanischer Gangster († 1962)
- 24. November: Cecil Wingfield Fiennes, britischer Peer und Autorennfahrer († 1972)
- 25. November: Kurt Bauch, deutscher Kunsthistoriker († 1975)
- 26. November: Manuel Apolinario Odría Amoretti, Militärherrscher Perus von 1948 bis 1956 († 1974)
- 28. November: Fritz Stamer, deutscher Pilot, Fluglehrer und Flugzeugkonstrukteur († 1969)
- 30. November: André Aubréville, französischer Botaniker († 1982)
- 30. November: Lilli Bohnke, deutsche Violinistin († 1928)
- 30. November: Virginia Henderson, US-amerikanische Krankenschwester und Pflegetheoretikerin († 1996)
- 30. November: Quinto Maganini, US-amerikanischer Komponist und Dirigent († 1974)
- 30. November: Lee Morse, US-amerikanische Sängerin und Songwriterin († 1954)
- 30. November: Rosa Stallbaumer, österreichische Widerstandskämpferin gegen die Nationalsozialisten († 1942)

### Dezember
- 01. Dezember: Xaver Affentranger, Schweizer Skispringer, Nordischer Kombinierer und Skilangläufer
- 01. Dezember: Josef Auinger, österreichischer Kriminalbeamter († 1960)
- 01. Dezember: Hansl Schmid, österreichischer Wienerliedsänger († 1987)
- 02. Dezember: Howhannes Baghramjan, sowjetischer Militär († 1982)
- 03. Dezember: Kate O’Brien, irische Schriftstellerin († 1974)
- 04. Dezember: Victor Band, österreichisch-deutscher Ingenieur und politischer Funktionär (NSDAP) († 1973)
- 04. Dezember: Lionel de Marmier, französischer Flieger, General und Autorennfahrer († 1944)
- 05. Dezember: Nunnally Johnson, US-amerikanischer Drehbuchautor († 1977)
- 05. Dezember: Pierre Mesnel, französischer Autorennfahrer († 1945)
- 05. Dezember: Gershom Scholem, deutscher Forscher der jüdischen Mystik († 1982)
- 05. Dezember: Sonny Boy Williamson, US-amerikanischer Bluesmusiker († 1965)
- 05. Dezember: Ernst Zündorf, deutscher Motorradrennfahrer († 1964)
- 06. Dezember: Milton Young, US-amerikanischer Politiker († 1983)
- 07. Dezember: Lazare Ponticelli, italienisch-französischer Teilnehmer am Ersten Weltkrieg († 2008)
- 08. Dezember: Paul Aebischer, Schweizer Romanist und Mediävist († 1977)
- 10. Dezember: Jakob Bräckle, deutscher Kunstmaler († 1987)
- 10. Dezember: Ernesto Cortázar, mexikanischer Komponist, Schauspieler, Regisseur und Drehbuchautor († 1953)
- 10. Dezember: Karl Heinrich Waggerl, österreichischer Schriftsteller († 1973)
- 11. Dezember: Harry Thomson Andrews, südafrikanischer Diplomat († 1985)
- 11. Dezember: Hans Hoff, österreichischer Psychiater († 1969)
- 11. Dezember: Friederike Nadig, deutsche Politikerin, eine der vier „Mütter des Grundgesetzes“ († 1970)
- 13. Dezember: Erich Gutenberg, deutscher Betriebswirt († 1984)
- 14. Dezember: Thomas Dehler, deutscher Politiker († 1967)
- 14. Dezember: Erich Fascher, deutscher evangelischer Theologe († 1978)
- 14. Dezember: Kurt Schuschnigg, österreichischer Politiker († 1977)
- 14. Dezember: Georges Thill, französischer Operntenor († 1984)
- 15. Dezember: Theodor Busse, deutscher General († 1986)
- 15. Dezember: Kamura Isota, japanischer Schriftsteller († 1933)
- 15. Dezember: Zenta Mauriņa, lettische Schriftstellerin († 1978)
- 15. Dezember: Donald McGavran, US-amerikanischer evangelikaler Theologe, Missionar und Missiologe († 1990)
- 18. Dezember: Fletcher Henderson, US-amerikanischer Jazz-Pianist, Bandleader und Komponist († 1952)
- 19. Dezember: Dajos Béla, russischer Geiger und Tanzkapellenleiter († 1978)
- 22. Dezember: Max Hansen, dänischer Kabarettist, Filmschauspieler und Sänger († 1961)
- 22. Dezember: Paul Schlack, deutscher Chemiker († 1987)
- 23. Dezember: Ernst Krenn, österreichischer Skandinavist († 1954)
- 24. Dezember: Armando Cuitlahuac Amador Sandoval, mexikanischer Botschafter († 1981)
- 26. Dezember: Géza von Bolváry, ungarischer Schauspieler, Drehbuchautor und Regisseur († 1961)
- 26. Dezember: Willy Max Rademacher, deutscher Politiker († 1971)
- 27. Dezember: Louis Pichard, französischer Autorennfahrer († 1974)
- 28. Dezember: Iwan Konew, sowjetischer Marschall († 1973)
- 29. Dezember: Anselm Ahlfors, finnischer Ringer († 1974)
- 29. Dezember: Hermann Heiß, deutscher Komponist für Zwölftonmusik und Elektronische Musik († 1966)
- 30. Dezember: Else Hueck-Dehio, deutsche Schriftstellerin († 1976)

### Genaues Geburtsdatum unbekannt
- Georgi Alexandrowitsch Astachow, sowjetischer Diplomat († 1942)
- Rildia Bee Cliburn, US-amerikanische Musikpädagogin († 1994)
- Maurice Franck, französischer Komponist und Musikpädagoge († 1983)
- Mir Ghulam Muhammad Ghubar, afghanischer Politiker, Dichter und Schriftsteller († 1978)
- Werner Jadassohn, Schweizer Dermatologe († 1973)
- Hâmit Zübeyir Koşay, türkischer Archäologe und Ethnologe († 1984)
- Elmina Moissán, chilenische Malerin († 1938)
- Julio Antonio Vásquez, chilenischer Bildhauer († 1976)

## Gestorben

### Januar bis März
- 03. Januar: Louis Vivien de Saint-Martin, französischer Geograph (* 1802)
- 03. Januar: Guglielmo Sanfelice D’Acquavella, italienischer Kardinal (* 1834)
- 04. Januar: Auguste Sievert, deutsche Malerin und Schriftstellerin (* 1824)
- 05. Januar: George Whiting Flagg, US-amerikanischer Maler (* 1816)
- 07. Januar: Johann Josef Huber, Schweizer Lehrer und Politiker (* 1817)
- 13. Januar: Charles Brun, französischer Politiker (* 1821)
- 13. Januar: David Schwarz, österreichischer Erfinder, Erbauer des ersten Starrluftschiffs (* 1850)
- 26. Januar: Johann Friedrich Sebastian Abratzky, Bezwinger der Festung Königstein (* 1829)
- 03. Februar: Lisa Baumfeld, österreichisch-jüdische Schriftstellerin (* 1877)
- 04. Februar: José Miguel Blanco, chilenischer Bildhauer (* 1839)
- 05. Februar: Carl Wilhelm von Ahlefeldt, Gutsherr des Adligen Gutes Treuholz und Propst des Klosters Uetersen (* 1818)
- 06. Februar: Raffaele Cadorna, italienischer General (* 1815)
- 06. Februar: Christian Tønsberg, norwegischer Verleger der Nationalromantik (* 1813)
- 07. Februar: Galileo Ferraris, italienischer Ingenieur und Physiker (* 1847)
- 13. Februar: Friedrich Mitterwurzer, österreichischer Schauspieler (* 1844)
- 17. Februar: August Köhler, deutscher evangelischer Geistlicher und Hochschullehrer (* 1835)
- 19. Februar: Karl Weierstraß, deutscher Mathematiker (* 1815)
- 21. Februar: Elies Rogent, katalanischer Architekt (* 1821)
- 23. Februar: Woldemar Bargiel, deutscher Komponist (* 1828)
- 23. Februar: Julius Mankell, schwedischer Offizier, Politiker und Militärhistoriker (* 1828)
- 23. Februar: Carl Mendelssohn Bartholdy, deutscher Historiker (* 1838)
- 25. Februar: Michael Bernays, deutscher Philologe und Literaturhistoriker (* 1834)
- 25. Februar: Cornélie Falcon, französische Opernsängerin (* 1814)
- 07. März: Peter von Bradke, deutscher Linguist und Sanskritist (* 1853)
- 10. März: Joseph N. Dolph, US-amerikanischer Politiker (* 1835)
- 11. März: Eduard Kreyßig, deutscher Architekt, Stadtplaner und Tiefbauspezialist (* 1830)
- 11. März: Daniel Sanders, deutscher Sprachforscher und Lexikograf (* 1819)
- 14. März: Pedro de Aycinena y Piñol, Präsident von Guatemala (* 1802)
- 14. März: Michail Iwanowitsch Stukowenkow, russischer Mediziner und Hochschullehrer (* 1842)
- 15. März: James Joseph Sylvester, englischer Mathematiker (* 1814)
- 19. März: Antoine Thomson d’Abbadie, französischer Forschungsreisender (* 1810)
- 20. März: Albert de Meuron, Schweizer Landschafts-, Genre-, Historien- und Porträtmaler (* 1823)
- 30. März: Angus Cameron, US-amerikanischer Politiker (* 1826)
- 31. März: Hugo Hanke, Berliner Bauunternehmer und Mitglied der Stadtverordnetenversammlung (* 1837)

### April bis Juni
- 01. April: Thekla von Gumpert, deutsche Jugendbuchautorin (* 1810)

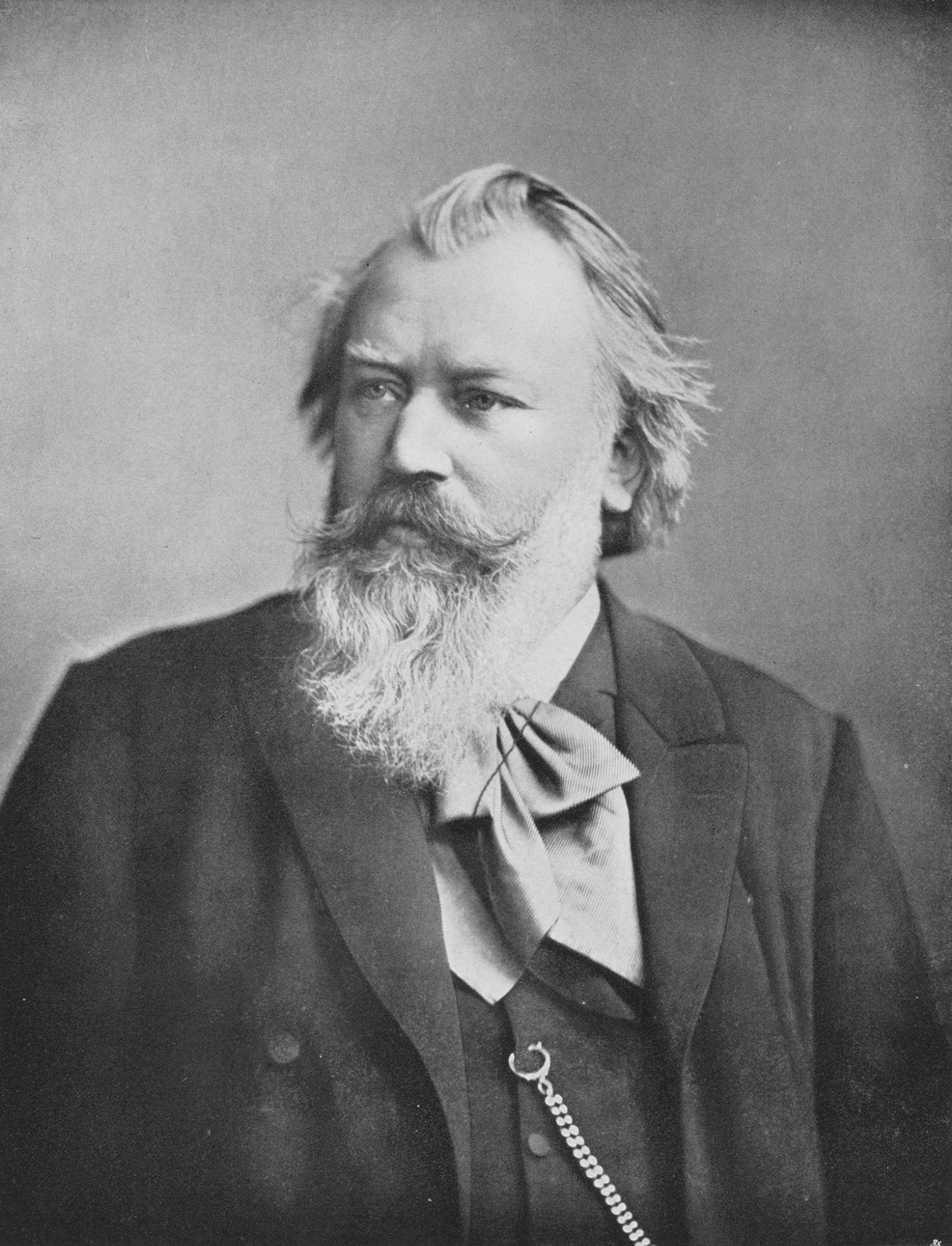
Johannes Brahms, 1889

- 03. April: Johannes Brahms, deutscher Pianist und Komponist der Romantik (* 1833)
- 08. April: Heinrich von Stephan, Generalpostdirektor des Deutschen Reichs (* 1831)
- 09. April: Friedrich Georg von Bunge, deutsch-baltischer Rechtshistoriker (* 1802)
- 10. April: Friedrich Franz III., Großherzog von Mecklenburg-Schwerin (* 1851)
- 11. April: Johann Nepomuk Brischar, deutscher katholischer Kirchenhistoriker (* 1819)
- 14. April: Émile Levassor, französischer Automobilpionier und Rennfahrer (* 1843)
- 23. April: Clement Harris, britischer Pianist und Komponist (* 1871)
- 26. April: Christoph Ludwig Goll, deutscher Orgelbauer (* 1824)
- 26. April: Roberto Stagno, italienischer Operntenor (* 1840)
- 27. April: Ludwig Wilhelm August von Baden, badischer Prinz, Politiker und General (* 1829)
- 01. Mai: Emil Oelbermann, deutscher Industrieller (* 1833)
- 04. Mai: Johann Georg Fischer, deutscher Lyriker und Dramatiker (* 1816)
- 05. Mai: James Theodore Bent, britischer Reisender und Archäologe (* 1852)
- 07. Mai: Henri d’Orléans, duc d’Aumale, französischer General, Historiker und Kunstsammler (* 1822)
- 10. Mai: Andrés Bonifacio, philippinischer Revolutionär (* 1863)
- 10. Mai: William Thomas Best, englischer Organist (* 1826)
- 12. Mai: Minna Canth, finnische Schriftstellerin (* 1844)
- 14. Mai: Richard Coke, US-amerikanischer Politiker und Jurist (* 1829)
- 14. Mai: Max Maretzek, US-amerikanischer Operndirektor, Dirigent und Komponist (* 1821)
- 15. Mai: John Naylor, englischer Organist und Komponist (* 1838)
- 16. Mai: Louis Baare, deutscher Wirtschaftspionier (* 1821)
- 18. Mai: William Evans Arthur, US-amerikanischer Politiker (* 1825)
- 20. Mai: Joseph H. Earle, US-amerikanischer Politiker (* 1847)
- 20. Mai: Horatio King, US-amerikanischer Politiker (* 1811)
- 21. Mai: Augustus Wollaston Franks, britischer Altertumswissenschaftler und Kurator des Britischen Museums (* 1826)
- 24. Mai: Conrad Geißler, deutscher Orgelbauer (* 1825)
- 25. Mai: Peter Langen, deutscher Altphilologe (* 1835)
- 27. Mai: Otfried Hans von Meusebach, deutsch-US-amerikanischer Farmer, Botaniker und Politiker (* 1812)
- 29. Mai: Julius Sachs, deutscher Botaniker (* 1832)
- 08. Juni: Peter Tunner, österreichischer Bergbaupionier (* 1809)
- 11. Juni: Henry Ayers, Premierminister von Südaustralien (* 1821)

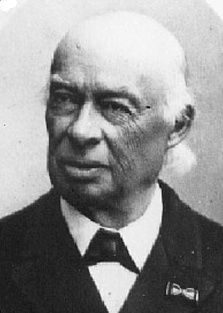
Carl Remigius Fresenius

- 11. Juni: Carl Remigius Fresenius, deutscher Chemiker (* 1818)
- 12. Juni: Friedrich Hermann Wölfert, deutscher Verleger und Luftfahrtpionier (* 1850)
- 17. Juni: Sebastian Kneipp, deutscher (bayerischer) Priester und Hydrotherapeut (* 1821)
- 18. Juni: Franz Krenn, österreichischer Komponist (* 1816)
- 19. Juni: Charles Cunningham Boycott, britischer Gutsverwalter in Irland (* 1832)
- 22. Juni: Friedrich Hermann Semmig, deutscher Schriftsteller und Philosoph (* 1820)
- 27. Juni: Johann Jakob Sulzer, Schweizer Politiker (* 1821)
- 29. Juni: Otakar Berger, tschechischer Cellist (* 1873)
- 30. Juni: Heinrich Ludwig, deutscher Maler und Kunsthistoriker (* 1829)

### Juli bis September
- 03. Juli: John Evans, US-amerikanischer Politiker (* 1814)
- 04. Juli: Amor De Cosmos, kanadischer Politiker und Journalist (* 1825)
- 06. Juli: Wilhelm Engelhardt, preußischer Jurist und Militärbeamter (* 1827)
- 06. Juli: Henri Meilhac, französischer Bühnenautor (* 1831)
- 08. Juli: Isham G. Harris, US-amerikanischer Politiker (* 1818)
- 15. Juli: William Thierry Preyer, englischer Physiologe (* 1841)
- 27. Juli: Bernhard Kothe, deutscher Komponist, Kirchenmusiker, Musikhistoriker und -pädagoge (* 1821)
- 28. Juli: Étienne Vacherot, französischer Gelehrter und Philosoph (* 1809)
- 30. Juli: Alfred von Arneth, österreichischer Historiker und Politiker (* 1819)
- 02. August: Adam Asnyk, polnischer Lyriker und Dramatiker (* 1838)
- 05. August: Albert Marth, deutscher Astronom (* 1828)
- 07. August: Jakob Baechtold, Schweizer Literaturwissenschaftler (* 1848)
- 08. August: Jacob Burckhardt, Schweizer Kunsthistoriker (* 1818)
- 08. August: Antonio Cánovas del Castillo, spanischer Politiker, Ministerpräsident, Dichter und Historiker (* 1828)
- 10. August: James W. Abert, US-amerikanischer Ingenieuroffizier und Kartograf (* 1820)
- 13. August: Curt von Hagen, deutscher Kolonialbeamter (* 1859)
- 20. August: Michele Angiolillo Lombardi, italienischer Anarchist und Attentäter (* 1871)
- 23. August: Alexander Duncker, deutscher Verleger und Buchhändler (* 1813)
- 24. August: Mutsu Munemitsu, japanischer Politiker, unter anderem Außenminister (* 1844)
- 27. August: Eduard von Hofmann, österreichischer Rechtsmediziner (* 1837)
- 01. September: Tommaso Vallauri, italienischer Philologe und Professor der Rhetorik (* 1805)
- 12. September: Alix Fournier, französischer Komponist (* 1864)
- 16. September: Arnulfo Arroyo Romero, mexikanischer Anarchist (* 1865)
- 19. September: Kornel Ujejski, polnischer Lyriker (* 1823)
- 22. September: Charles Denis Bourbaki, französischer General (* 1816)
- 22. September: Antônio Conselheiro, brasilianischer sozialer und spiritueller Führer (* 1830)
- 27. September: George M. Robeson, US-amerikanischer Politiker (* 1829)
- 30. September: Leopold Auerbach, deutscher Anatom (* 1828)
- 30. September: Therese von Lisieux, französische Karmelitin und Heilige (* 1873)

### Oktober bis Dezember
- 03. Oktober: Hamilton Prioleau Bee, Politiker und Brigadegeneral im konföderierten Heer im Sezessionskrieg (* 1822)
- 03. Oktober: Samuel James Renwick McMillan, US-amerikanischer Jurist und Politiker (* 1826)
- 06. Oktober: Ernst Julius Meier, deutscher evangelischer Theologe (* 1828)
- 08. Oktober: John R. McPherson, US-amerikanischer Politiker (* 1833)
- 09. Oktober: Karl Grillenberger, deutscher Sozialdemokrat und Arbeiterführer (* 1848)
- 11. Oktober: Léon Boëllmann, französischer Organist und Komponist (* 1862)
- 13. Oktober: Thomas J. Robertson, US-amerikanischer Politiker (* 1823)
- 17. Oktober: Isidor Dannström, schwedischer Komponist (* 1812)
- 17. Oktober: Franz Xaver von Wegele, deutscher Historiker und Redakteur (* 1823)
- 19. Oktober: Friedrich Hermann Lütkemüller, deutscher Orgelbauer (* 1815)
- 23. Oktober: Friederike Amalie Agnes, Prinzessin von Anhalt-Dessau und Herzogin von Sachsen-Altenburg (* 1824)
- 28. Oktober: Peter Imandt, deutscher Vertreter der Arbeiterbewegung und Revolutionär (* 1823)
- 000Oktober: Salomon August Andrée, schwedischer Ingenieur und Polarforscher (* 1854)

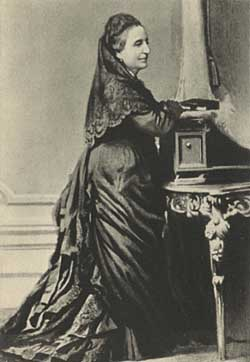
Giuseppina Strepponi

- 05. November: James Ponder, US-amerikanischer Politiker (* 1819)
- 06. November: Heinrich Bosshard, Schweizer Unternehmer und Politiker (* 1826)
- 06. November: Edouard Deldevez, französischer Komponist, Violinist und Dirigent (* 1817)
- 08. November: Nathan Fellows Dixon, US-amerikanischer Politiker (* 1847)
- 13. November: Carlos Otto, deutscher Chemiker und Unternehmer (* 1838)
- 14. November: Giuseppina Strepponi, italienische Opernsängerin, Interpretin und Frau von Giuseppe Verdi (* 1815)
- 15. November: John Mercer Langston, US-amerikanischer, Bürgerrechtler, Anwalt, Politiker (* 1829)
- 16. November: Wilhelm Heinrich Riehl, deutscher Journalist, Novellist und Kulturhistoriker (* 1823)
- 20. November: William Ernest Powell Giles, australischer Forscher (* 1835)
- 29. November: James Legge, britischer Sinologe und Übersetzer (* 1815)
- 30. November: Carl Richard Unger, norwegischer Philologe (* 1817)
- 04. Dezember: Arnold Otto Aepli, Schweizer Politiker und Jurist (* 1816)
- 04. Dezember: Adolf Neuendorff, deutsch-US-amerikanischer Komponist, Pianist, Regisseur und Theaterintendant (* 1843)
- 04. Dezember: Eugen Zintgraff, deutscher Afrikaforscher und Kolonialpropagandist (* 1858)
- 06. Dezember: Eugen von Regenauer, badischer Fiskaljurist (* 1824)
- 07. Dezember: Wilhelm Good, Schweizer Unternehmer und Politiker (* 1830)
- 12. Dezember: Jaroměr Hendrich Imiš, sorbischer Geistlicher und Kulturpolitiker (* 1819)
- 16. Dezember: Alphonse Daudet, französischer Schriftsteller (* 1840)
- 19. Dezember: Jacobus Isaac Doedes, niederländischer reformierter Theologe (* 1817)
- 22. Dezember: Georg Bernhard Simson, deutscher Jurist und Politiker (* 1817)
- 27. Dezember: King Bell, König des Duala-Volkes in Kamerun (* 1839)
- 28. Dezember: Meinardus Siderius Pols, niederländischer Rechtswissenschaftler (* 1831)
- 29. Dezember: Léon Carvalho, französischer Sänger und Operndirektor (* 1825)

### Genaues Todesdatum unbekannt
- Sayyid Dschamal ad-Din al-Afghani Sayyid Muhammad ibn Safdar al-Husaini, persischer politischer Aktivist und Theoretiker (* 1838)
- Zekai Dede, türkischer Komponist (* 1825)